# Lista de asteroides (394001-395000)
Esta é uma lista parcial de asteroides, do asteroide número 394001 até o 395000, inclusive. Veja também o índice com todas as listas disponíveis.

| Objeto Próximos à Terra | Cinturão de asteroides (interno) | Cinturão de asteroides (externo) | Centauro       |
| Cruzador de Marte       | Cinturão de asteroides (meio)    | Troianos de Júpiter              | Transnetuniano |

Veja mais dados de cada asteroide na ligação externa para o Minor Planet Center na última coluna.
Índice: 394001... 394101... 394201... 394301... 394401... 394501... 394601... 394701... 394801... 394901... 

## 394001–394100
| Designação | Designação | Descoberta  | Descoberta     | Descobridor(es)     | Categoria | Mais informações / Referência |
| Permanente | Provisória | Data        | Local          | Descobridor(es)     | Categoria | Mais informações / Referência |
| ---------- | ---------- | ----------- | -------------- | ------------------- | --------- | ----------------------------- |
| 394001     | 2005 UV516 | 25 out 2005 | Apache Point   | A. C. Becker        | —         | MPC                           |
| 394002     | 2005 UT522 | 27 out 2005 | Apache Point   | A. C. Becker        | —         | MPC                           |
| 394003     | 2005 UD523 | 14 set 2005 | Kitt Peak      | Spacewatch          | —         | MPC                           |
| 394004     | 2005 UD530 | 25 out 2005 | Kitt Peak      | Spacewatch          | —         | MPC                           |
| 394005     | 2005 VF1   | 26 out 2005 | Kitt Peak      | Spacewatch          | —         | MPC                           |
| 394006     | 2005 VK4   | 6 nov 2005  | Mayhill        | A. Lowe             | —         | MPC                           |
| 394007     | 2005 VF16  | 10 out 2005 | Catalina       | CSS                 | —         | MPC                           |
| 394008     | 2005 VL33  | 1 nov 2005  | Catalina       | CSS                 | —         | MPC                           |
| 394009     | 2005 VV44  | 29 out 2005 | Kitt Peak      | Spacewatch          | —         | MPC                           |
| 394010     | 2005 VE54  | 22 out 2005 | Kitt Peak      | Spacewatch          | —         | MPC                           |
| 394011     | 2005 VW55  | 28 out 2005 | Mount Lemmon   | Mount Lemmon Survey | —         | MPC                           |
| 394012     | 2005 VA59  | 5 nov 2005  | Socorro        | LINEAR              | —         | MPC                           |
| 394013     | 2005 VY59  | 5 nov 2005  | Anderson Mesa  | LONEOS              | —         | MPC                           |
| 394014     | 2005 VG65  | 1 nov 2005  | Mount Lemmon   | Mount Lemmon Survey | —         | MPC                           |
| 394015     | 2005 VH76  | 3 nov 2005  | Socorro        | LINEAR              | —         | MPC                           |
| 394016     | 2005 VO80  | 22 out 2005 | Catalina       | CSS                 | —         | MPC                           |
| 394017     | 2005 VO101 | 2 nov 2005  | Mount Lemmon   | Mount Lemmon Survey | —         | MPC                           |
| 394018     | 2005 VU103 | 2 nov 2005  | Mount Lemmon   | Mount Lemmon Survey | —         | MPC                           |
| 394019     | 2005 VE110 | 6 nov 2005  | Kitt Peak      | Spacewatch          | —         | MPC                           |
| 394020     | 2005 VD119 | 4 nov 2005  | Kitt Peak      | Spacewatch          | —         | MPC                           |
| 394021     | 2005 VZ125 | 1 nov 2005  | Apache Point   | A. C. Becker        | —         | MPC                           |
| 394022     | 2005 VP131 | 1 nov 2005  | Apache Point   | A. C. Becker        | —         | MPC                           |
| 394023     | 2005 WW9   | 21 nov 2005 | Kitt Peak      | Spacewatch          | —         | MPC                           |
| 394024     | 2005 WY10  | 22 nov 2005 | Kitt Peak      | Spacewatch          | —         | MPC                           |
| 394025     | 2005 WU12  | 3 nov 2005  | Kitt Peak      | Spacewatch          | —         | MPC                           |
| 394026     | 2005 WZ12  | 22 nov 2005 | Kitt Peak      | Spacewatch          | —         | MPC                           |
| 394027     | 2005 WG15  | 22 nov 2005 | Kitt Peak      | Spacewatch          | —         | MPC                           |
| 394028     | 2005 WE20  | 21 nov 2005 | Kitt Peak      | Spacewatch          | —         | MPC                           |
| 394029     | 2005 WQ22  | 3 nov 2005  | Kitt Peak      | Spacewatch          | —         | MPC                           |
| 394030     | 2005 WQ26  | 21 nov 2005 | Kitt Peak      | Spacewatch          | Mitidika  | MPC                           |
| 394031     | 2005 WS29  | 21 nov 2005 | Kitt Peak      | Spacewatch          | —         | MPC                           |
| 394032     | 2005 WQ39  | 25 nov 2005 | Mount Lemmon   | Mount Lemmon Survey | —         | MPC                           |
| 394033     | 2005 WU52  | 25 nov 2005 | Mount Lemmon   | Mount Lemmon Survey | —         | MPC                           |
| 394034     | 2005 WU59  | 25 nov 2005 | Palomar        | NEAT                | —         | MPC                           |
| 394035     | 2005 WL60  | 27 out 2005 | Catalina       | CSS                 | —         | MPC                           |
| 394036     | 2005 WA69  | 25 nov 2005 | Mount Lemmon   | Mount Lemmon Survey | —         | MPC                           |
| 394037     | 2005 WP76  | 25 nov 2005 | Kitt Peak      | Spacewatch          | —         | MPC                           |
| 394038     | 2005 WE86  | 28 nov 2005 | Mount Lemmon   | Mount Lemmon Survey | —         | MPC                           |
| 394039     | 2005 WP98  | 28 nov 2005 | Mount Lemmon   | Mount Lemmon Survey | —         | MPC                           |
| 394040     | 2005 WD100 | 1 nov 2005  | Mount Lemmon   | Mount Lemmon Survey | —         | MPC                           |
| 394041     | 2005 WY101 | 29 nov 2005 | Socorro        | LINEAR              | —         | MPC                           |
| 394042     | 2005 WX102 | 25 nov 2005 | Catalina       | CSS                 | —         | MPC                           |
| 394043     | 2005 WS112 | 20 jun 2004 | Kitt Peak      | Spacewatch          | —         | MPC                           |
| 394044     | 2005 WO117 | 28 nov 2005 | Socorro        | LINEAR              | —         | MPC                           |
| 394045     | 2005 WS118 | 25 nov 2005 | Kitt Peak      | Spacewatch          | —         | MPC                           |
| 394046     | 2005 WX119 | 29 nov 2005 | Anderson Mesa  | LONEOS              | —         | MPC                           |
| 394047     | 2005 WC141 | 28 nov 2005 | Mount Lemmon   | Mount Lemmon Survey | Brangane  | MPC                           |
| 394048     | 2005 WV146 | 25 nov 2005 | Kitt Peak      | Spacewatch          | —         | MPC                           |
| 394049     | 2005 WE148 | 26 nov 2005 | Kitt Peak      | Spacewatch          | —         | MPC                           |
| 394050     | 2005 WQ163 | 21 nov 2005 | Kitt Peak      | Spacewatch          | —         | MPC                           |
| 394051     | 2005 WR163 | 29 nov 2005 | Kitt Peak      | Spacewatch          | —         | MPC                           |
| 394052     | 2005 WU186 | 29 nov 2005 | Kitt Peak      | Spacewatch          | —         | MPC                           |
| 394053     | 2005 WT187 | 29 nov 2005 | Kitt Peak      | Spacewatch          | —         | MPC                           |
| 394054     | 2005 WL188 | 30 nov 2005 | Kitt Peak      | Spacewatch          | —         | MPC                           |
| 394055     | 2005 WU191 | 25 nov 2005 | Catalina       | CSS                 | —         | MPC                           |
| 394056     | 2005 WW200 | 26 nov 2005 | Kitt Peak      | Spacewatch          | —         | MPC                           |
| 394057     | 2005 WD209 | 30 nov 2005 | Kitt Peak      | Spacewatch          | Flora     | MPC                           |
| 394058     | 2005 XF    | 1 dez 2005  | Junk Bond      | D. Healy            | —         | MPC                           |
| 394059     | 2005 XB5   | 6 dez 2005  | Cordell-Lorenz | Cordell–Lorenz Obs. | —         | MPC                           |
| 394060     | 2005 XB8   | 4 dez 2005  | Mount Lemmon   | Mount Lemmon Survey | —         | MPC                           |
| 394061     | 2005 XG28  | 1 dez 2005  | Catalina       | CSS                 | —         | MPC                           |
| 394062     | 2005 XO51  | 2 dez 2005  | Kitt Peak      | Spacewatch          | —         | MPC                           |
| 394063     | 2005 XP54  | 25 nov 2005 | Kitt Peak      | Spacewatch          | —         | MPC                           |
| 394064     | 2005 XS54  | 5 dez 2005  | Kitt Peak      | Spacewatch          | —         | MPC                           |
| 394065     | 2005 XW60  | 4 dez 2005  | Kitt Peak      | Spacewatch          | —         | MPC                           |
| 394066     | 2005 XU77  | 10 dez 2005 | Socorro        | LINEAR              | —         | MPC                           |
| 394067     | 2005 YH80  | 24 dez 2005 | Kitt Peak      | Spacewatch          | —         | MPC                           |
| 394068     | 2005 YZ111 | 25 dez 2005 | Mount Lemmon   | Mount Lemmon Survey | —         | MPC                           |
| 394069     | 2005 YT121 | 28 dez 2005 | Mount Lemmon   | Mount Lemmon Survey | —         | MPC                           |
| 394070     | 2005 YW146 | 29 dez 2005 | Mount Lemmon   | Mount Lemmon Survey | —         | MPC                           |
| 394071     | 2005 YB153 | 28 dez 2005 | Mount Lemmon   | Mount Lemmon Survey | —         | MPC                           |
| 394072     | 2005 YY161 | 27 dez 2005 | Kitt Peak      | Spacewatch          | —         | MPC                           |
| 394073     | 2005 YN168 | 29 dez 2005 | Kitt Peak      | Spacewatch          | —         | MPC                           |
| 394074     | 2005 YP176 | 22 dez 2005 | Kitt Peak      | Spacewatch          | —         | MPC                           |
| 394075     | 2005 YZ187 | 28 dez 2005 | Kitt Peak      | Spacewatch          | —         | MPC                           |
| 394076     | 2005 YN200 | 22 dez 2005 | Kitt Peak      | Spacewatch          | —         | MPC                           |
| 394077     | 2005 YC203 | 25 dez 2005 | Kitt Peak      | Spacewatch          | Mitidika  | MPC                           |
| 394078     | 2005 YF231 | 7 dez 2005  | Kitt Peak      | Spacewatch          | —         | MPC                           |
| 394079     | 2005 YT271 | 28 dez 2005 | Mount Lemmon   | Mount Lemmon Survey | —         | MPC                           |
| 394080     | 2005 YL277 | 25 dez 2005 | Kitt Peak      | Spacewatch          | —         | MPC                           |
| 394081     | 2006 AS30  | 4 jan 2006  | Kitt Peak      | Spacewatch          | —         | MPC                           |
| 394082     | 2006 AX58  | 4 jan 2006  | Mount Lemmon   | Mount Lemmon Survey | —         | MPC                           |
| 394083     | 2006 AZ92  | 7 jan 2006  | Kitt Peak      | Spacewatch          | —         | MPC                           |
| 394084     | 2006 BO5   | 21 jan 2006 | Anderson Mesa  | LONEOS              | —         | MPC                           |
| 394085     | 2006 BY9   | 20 jan 2006 | Kitt Peak      | Spacewatch          | —         | MPC                           |
| 394086     | 2006 BP12  | 21 jan 2006 | Kitt Peak      | Spacewatch          | —         | MPC                           |
| 394087     | 2006 BU28  | 22 jan 2006 | Mount Lemmon   | Mount Lemmon Survey | —         | MPC                           |
| 394088     | 2006 BP34  | 22 jan 2006 | Mount Lemmon   | Mount Lemmon Survey | —         | MPC                           |
| 394089     | 2006 BF36  | 28 dez 2005 | Mount Lemmon   | Mount Lemmon Survey | —         | MPC                           |
| 394090     | 2006 BK41  | 22 jan 2006 | Mount Lemmon   | Mount Lemmon Survey | —         | MPC                           |
| 394091     | 2006 BT44  | 23 jan 2006 | Mount Lemmon   | Mount Lemmon Survey | —         | MPC                           |
| 394092     | 2006 BH46  | 23 jan 2006 | Mount Lemmon   | Mount Lemmon Survey | —         | MPC                           |
| 394093     | 2006 BQ48  | 25 jan 2006 | Kitt Peak      | Spacewatch          | Mitidika  | MPC                           |
| 394094     | 2006 BA64  | 22 jan 2006 | Catalina       | CSS                 | —         | MPC                           |
| 394095     | 2006 BX66  | 23 jan 2006 | Kitt Peak      | Spacewatch          | —         | MPC                           |
| 394096     | 2006 BD74  | 23 jan 2006 | Kitt Peak      | Spacewatch          | —         | MPC                           |
| 394097     | 2006 BU74  | 23 jan 2006 | Kitt Peak      | Spacewatch          | —         | MPC                           |
| 394098     | 2006 BK107 | 25 jan 2006 | Kitt Peak      | Spacewatch          | —         | MPC                           |
| 394099     | 2006 BZ110 | 25 jan 2006 | Kitt Peak      | Spacewatch          | —         | MPC                           |
| 394100     | 2006 BS111 | 25 jan 2006 | Kitt Peak      | Spacewatch          | —         | MPC                           |

## 394101–394200
| Designação | Designação | Descoberta  | Descoberta    | Descobridor(es)     | Categoria | Mais informações / Referência |
| Permanente | Provisória | Data        | Local         | Descobridor(es)     | Categoria | Mais informações / Referência |
| ---------- | ---------- | ----------- | ------------- | ------------------- | --------- | ----------------------------- |
| 394101     | 2006 BY113 | 25 jan 2006 | Kitt Peak     | Spacewatch          | —         | MPC                           |
| 394102     | 2006 BC136 | 1 dez 2005  | Kitt Peak     | Spacewatch          | —         | MPC                           |
| 394103     | 2006 BP137 | 28 jan 2006 | Mount Lemmon  | Mount Lemmon Survey | —         | MPC                           |
| 394104     | 2006 BR158 | 26 jan 2006 | Anderson Mesa | LONEOS              | —         | MPC                           |
| 394105     | 2006 BT178 | 27 jan 2006 | Mount Lemmon  | Mount Lemmon Survey | —         | MPC                           |
| 394106     | 2006 BW185 | 28 jan 2006 | Mount Lemmon  | Mount Lemmon Survey | —         | MPC                           |
| 394107     | 2006 BV194 | 30 jan 2006 | Kitt Peak     | Spacewatch          | —         | MPC                           |
| 394108     | 2006 CY5   | 1 fev 2006  | Mount Lemmon  | Mount Lemmon Survey | —         | MPC                           |
| 394109     | 2006 CD7   | 1 fev 2006  | Mount Lemmon  | Mount Lemmon Survey | —         | MPC                           |
| 394110     | 2006 CX41  | 2 fev 2006  | Kitt Peak     | Spacewatch          | —         | MPC                           |
| 394111     | 2006 CV56  | 4 fev 2006  | Catalina      | CSS                 | —         | MPC                           |
| 394112     | 2006 DD4   | 20 fev 2006 | Catalina      | CSS                 | —         | MPC                           |
| 394113     | 2006 DE5   | 9 out 2004  | Kitt Peak     | Spacewatch          | —         | MPC                           |
| 394114     | 2006 DD16  | 23 jan 2006 | Kitt Peak     | Spacewatch          | —         | MPC                           |
| 394115     | 2006 DQ25  | 20 fev 2006 | Kitt Peak     | Spacewatch          | —         | MPC                           |
| 394116     | 2006 DB170 | 27 fev 2006 | Kitt Peak     | Spacewatch          | —         | MPC                           |
| 394117     | 2006 DG184 | 27 fev 2006 | Kitt Peak     | Spacewatch          | —         | MPC                           |
| 394118     | 2006 DC191 | 9 set 1999  | Socorro       | LINEAR              | —         | MPC                           |
| 394119     | 2006 EV15  | 2 mar 2006  | Kitt Peak     | Spacewatch          | Juno      | MPC                           |
| 394120     | 2006 EB25  | 3 mar 2006  | Kitt Peak     | Spacewatch          | —         | MPC                           |
| 394121     | 2006 EQ48  | 4 mar 2006  | Kitt Peak     | Spacewatch          | —         | MPC                           |
| 394122     | 2006 FT13  | 23 mar 2006 | Kitt Peak     | Spacewatch          | —         | MPC                           |
| 394123     | 2006 FA16  | 23 mar 2006 | Mount Lemmon  | Mount Lemmon Survey | —         | MPC                           |
| 394124     | 2006 FN28  | 24 mar 2006 | Mount Lemmon  | Mount Lemmon Survey | —         | MPC                           |
| 394125     | 2006 GZ25  | 25 mar 2006 | Kitt Peak     | Spacewatch          | Pallas    | MPC                           |
| 394126     | 2006 GR41  | 7 abr 2006  | Anderson Mesa | LONEOS              | —         | MPC                           |
| 394127     | 2006 GW54  | 9 abr 2006  | Kitt Peak     | Spacewatch          | —         | MPC                           |
| 394128     | 2006 HR33  | 19 abr 2006 | Mount Lemmon  | Mount Lemmon Survey | —         | MPC                           |
| 394129     | 2006 HJ48  | 24 abr 2006 | Kitt Peak     | Spacewatch          | —         | MPC                           |
| 394130     | 2006 HY51  | 26 abr 2006 | Socorro       | LINEAR              | —         | MPC                           |
| 394131     | 2006 HV62  | 8 abr 2006  | Kitt Peak     | Spacewatch          | Pallas    | MPC                           |
| 394132     | 2006 HT75  | 25 abr 2006 | Kitt Peak     | Spacewatch          | —         | MPC                           |
| 394133     | 2006 HE152 | 19 abr 2006 | Kitt Peak     | Spacewatch          | —         | MPC                           |
| 394134     | 2006 JA2   | 1 mai 2006  | Socorro       | LINEAR              | —         | MPC                           |
| 394135     | 2006 JA14  | 4 mai 2006  | Kitt Peak     | Spacewatch          | —         | MPC                           |
| 394136     | 2006 JA35  | 4 mai 2006  | Kitt Peak     | Spacewatch          | —         | MPC                           |
| 394137     | 2006 JQ46  | 7 mai 2006  | Kitt Peak     | Spacewatch          | —         | MPC                           |
| 394138     | 2006 KF23  | 21 mai 2006 | Palomar       | NEAT                | —         | MPC                           |
| 394139     | 2006 KW27  | 20 mai 2006 | Kitt Peak     | Spacewatch          | —         | MPC                           |
| 394140     | 2006 KU30  | 20 mai 2006 | Kitt Peak     | Spacewatch          | —         | MPC                           |
| 394141     | 2006 KV38  | 24 mai 2006 | Siding Spring | SSS                 | —         | MPC                           |
| 394142     | 2006 KT55  | 21 mai 2006 | Kitt Peak     | Spacewatch          | Phocaea   | MPC                           |
| 394143     | 2006 KO71  | 22 mai 2006 | Kitt Peak     | Spacewatch          | —         | MPC                           |
| 394144     | 2006 KF74  | 23 mai 2006 | Kitt Peak     | Spacewatch          | —         | MPC                           |
| 394145     | 2006 KG80  | 9 mai 2006  | Mount Lemmon  | Mount Lemmon Survey | —         | MPC                           |
| 394146     | 2006 KO85  | 2 mai 2006  | Catalina      | CSS                 | —         | MPC                           |
| 394147     | 2006 KZ92  | 25 mai 2006 | Kitt Peak     | Spacewatch          | —         | MPC                           |
| 394148     | 2006 KT99  | 28 mai 2006 | Kitt Peak     | Spacewatch          | —         | MPC                           |
| 394149     | 2006 KA104 | 6 mai 2006  | Mount Lemmon  | Mount Lemmon Survey | —         | MPC                           |
| 394150     | 2006 KW115 | 29 mai 2006 | Kitt Peak     | Spacewatch          | —         | MPC                           |
| 394151     | 2006 LF1   | 1 jun 2006  | Kitt Peak     | Spacewatch          | —         | MPC                           |
| 394152     | 2006 ON21  | 28 jul 2006 | Siding Spring | SSS                 | —         | MPC                           |
| 394153     | 2006 PL14  | 15 ago 2006 | Palomar       | NEAT                | —         | MPC                           |
| 394154     | 2006 PH20  | 18 jul 2006 | Siding Spring | SSS                 | —         | MPC                           |
| 394155     | 2006 QS    | 18 ago 2006 | Socorro       | LINEAR              | —         | MPC                           |
| 394156     | 2006 QX6   | 17 ago 2006 | Palomar       | NEAT                | —         | MPC                           |
| 394157     | 2006 QR16  | 17 ago 2006 | Palomar       | NEAT                | —         | MPC                           |
| 394158     | 2006 QZ20  | 18 ago 2006 | Anderson Mesa | LONEOS              | —         | MPC                           |
| 394159     | 2006 QJ38  | 18 ago 2006 | Socorro       | LINEAR              | —         | MPC                           |
| 394160     | 2006 QD43  | 17 ago 2006 | Palomar       | NEAT                | —         | MPC                           |
| 394161     | 2006 QF51  | 23 ago 2006 | Socorro       | LINEAR              | —         | MPC                           |
| 394162     | 2006 QD58  | 25 ago 2006 | Socorro       | LINEAR              | —         | MPC                           |
| 394163     | 2006 QN68  | 21 ago 2006 | Kitt Peak     | Spacewatch          | —         | MPC                           |
| 394164     | 2006 QV85  | 27 ago 2006 | Kitt Peak     | Spacewatch          | —         | MPC                           |
| 394165     | 2006 QW90  | 1 dez 1994  | Kitt Peak     | Spacewatch          | —         | MPC                           |
| 394166     | 2006 QQ92  | 16 ago 2006 | Palomar       | NEAT                | —         | MPC                           |
| 394167     | 2006 QL95  | 16 ago 2006 | Palomar       | NEAT                | —         | MPC                           |
| 394168     | 2006 QT96  | 16 ago 2006 | Palomar       | NEAT                | —         | MPC                           |
| 394169     | 2006 QW104 | 28 ago 2006 | Socorro       | LINEAR              | Phocaea   | MPC                           |
| 394170     | 2006 QZ113 | 25 ago 2006 | Socorro       | LINEAR              | —         | MPC                           |
| 394171     | 2006 QK152 | 19 ago 2006 | Kitt Peak     | Spacewatch          | —         | MPC                           |
| 394172     | 2006 QR156 | 19 ago 2006 | Kitt Peak     | Spacewatch          | —         | MPC                           |
| 394173     | 2006 QR164 | 29 ago 2006 | Anderson Mesa | LONEOS              | —         | MPC                           |
| 394174     | 2006 QJ165 | 29 ago 2006 | Catalina      | CSS                 | —         | MPC                           |
| 394175     | 2006 QN185 | 18 ago 2006 | Kitt Peak     | Spacewatch          | —         | MPC                           |
| 394176     | 2006 RS8   | 12 set 2006 | Catalina      | CSS                 | —         | MPC                           |
| 394177     | 2006 RM10  | 14 set 2006 | Palomar       | NEAT                | —         | MPC                           |
| 394178     | 2006 RU46  | 14 set 2006 | Kitt Peak     | Spacewatch          | —         | MPC                           |
| 394179     | 2006 RT54  | 14 set 2006 | Kitt Peak     | Spacewatch          | —         | MPC                           |
| 394180     | 2006 RT59  | 15 set 2006 | Kitt Peak     | Spacewatch          | —         | MPC                           |
| 394181     | 2006 RV61  | 12 set 2006 | Catalina      | CSS                 | —         | MPC                           |
| 394182     | 2006 RO70  | 15 set 2006 | Kitt Peak     | Spacewatch          | Brangane  | MPC                           |
| 394183     | 2006 RM76  | 15 set 2006 | Kitt Peak     | Spacewatch          | —         | MPC                           |
| 394184     | 2006 RJ92  | 15 set 2006 | Kitt Peak     | Spacewatch          | —         | MPC                           |
| 394185     | 2006 RN93  | 15 set 2006 | Kitt Peak     | Spacewatch          | —         | MPC                           |
| 394186     | 2006 RY98  | 14 set 2006 | Catalina      | CSS                 | —         | MPC                           |
| 394187     | 2006 SM1   | 10 abr 2005 | Mount Lemmon  | Mount Lemmon Survey | —         | MPC                           |
| 394188     | 2006 SL7   | 18 set 2006 | Mayhill       | A. Lowe             | —         | MPC                           |
| 394189     | 2006 SM10  | 16 set 2006 | Kitt Peak     | Spacewatch          | —         | MPC                           |
| 394190     | 2006 ST36  | 17 set 2006 | Kitt Peak     | Spacewatch          | —         | MPC                           |
| 394191     | 2006 SY51  | 18 set 2006 | Catalina      | CSS                 | —         | MPC                           |
| 394192     | 2006 SB55  | 18 set 2006 | Catalina      | CSS                 | —         | MPC                           |
| 394193     | 2006 SX58  | 20 set 2006 | Catalina      | CSS                 | —         | MPC                           |
| 394194     | 2006 SA60  | 18 set 2006 | Catalina      | CSS                 | —         | MPC                           |
| 394195     | 2006 SV60  | 18 set 2006 | Catalina      | CSS                 | —         | MPC                           |
| 394196     | 2006 SH66  | 23 set 2001 | Kitt Peak     | Spacewatch          | —         | MPC                           |
| 394197     | 2006 SZ69  | 19 set 2006 | Kitt Peak     | Spacewatch          | —         | MPC                           |
| 394198     | 2006 SY72  | 19 set 2006 | Kitt Peak     | Spacewatch          | —         | MPC                           |
| 394199     | 2006 SS84  | 18 set 2006 | Kitt Peak     | Spacewatch          | Eos       | MPC                           |
| 394200     | 2006 SF85  | 18 set 2006 | Kitt Peak     | Spacewatch          | —         | MPC                           |

## 394201–394300
| Designação | Designação | Descoberta  | Descoberta        | Descobridor(es)     | Categoria | Mais informações / Referência |
| Permanente | Provisória | Data        | Local             | Descobridor(es)     | Categoria | Mais informações / Referência |
| ---------- | ---------- | ----------- | ----------------- | ------------------- | --------- | ----------------------------- |
| 394201     | 2006 SV91  | 18 set 2006 | Kitt Peak         | Spacewatch          | —         | MPC                           |
| 394202     | 2006 SY102 | 19 set 2006 | Kitt Peak         | Spacewatch          | —         | MPC                           |
| 394203     | 2006 SB104 | 19 set 2006 | Catalina          | CSS                 | —         | MPC                           |
| 394204     | 2006 SM105 | 19 set 2006 | Kitt Peak         | Spacewatch          | Iannini   | MPC                           |
| 394205     | 2006 SZ107 | 19 set 2006 | Anderson Mesa     | LONEOS              | —         | MPC                           |
| 394206     | 2006 SK167 | 25 set 2006 | Kitt Peak         | Spacewatch          | —         | MPC                           |
| 394207     | 2006 SN186 | 25 set 2006 | Kitt Peak         | Spacewatch          | —         | MPC                           |
| 394208     | 2006 SL188 | 26 set 2006 | Kitt Peak         | Spacewatch          | —         | MPC                           |
| 394209     | 2006 SC199 | 13 abr 2004 | Kitt Peak         | Spacewatch          | —         | MPC                           |
| 394210     | 2006 SN221 | 28 ago 2006 | Kitt Peak         | Spacewatch          | —         | MPC                           |
| 394211     | 2006 SW224 | 26 set 2006 | Kitt Peak         | Spacewatch          | —         | MPC                           |
| 394212     | 2006 SQ226 | 18 set 2006 | Kitt Peak         | Spacewatch          | —         | MPC                           |
| 394213     | 2006 SZ233 | 26 set 2006 | Kitt Peak         | Spacewatch          | —         | MPC                           |
| 394214     | 2006 SH244 | 18 set 2006 | Kitt Peak         | Spacewatch          | —         | MPC                           |
| 394215     | 2006 SY250 | 26 set 2006 | Kitt Peak         | Spacewatch          | —         | MPC                           |
| 394216     | 2006 SG262 | 26 set 2006 | Mount Lemmon      | Mount Lemmon Survey | —         | MPC                           |
| 394217     | 2006 SF266 | 26 set 2006 | Kitt Peak         | Spacewatch          | —         | MPC                           |
| 394218     | 2006 SW269 | 26 set 2006 | Mount Lemmon      | Mount Lemmon Survey | Brangane  | MPC                           |
| 394219     | 2006 SM284 | 27 set 2006 | Catalina          | CSS                 | Phocaea   | MPC                           |
| 394220     | 2006 SO293 | 17 set 2006 | Kitt Peak         | Spacewatch          | —         | MPC                           |
| 394221     | 2006 SH302 | 27 set 2006 | Kitt Peak         | Spacewatch          | —         | MPC                           |
| 394222     | 2006 SQ309 | 27 set 2006 | Kitt Peak         | Spacewatch          | —         | MPC                           |
| 394223     | 2006 ST311 | 27 set 2006 | Kitt Peak         | Spacewatch          | —         | MPC                           |
| 394224     | 2006 SF315 | 27 set 2006 | Kitt Peak         | Spacewatch          | —         | MPC                           |
| 394225     | 2006 SK325 | 27 set 2006 | Kitt Peak         | Spacewatch          | —         | MPC                           |
| 394226     | 2006 SH327 | 27 set 2006 | Kitt Peak         | Spacewatch          | —         | MPC                           |
| 394227     | 2006 SN327 | 27 set 2006 | Kitt Peak         | Spacewatch          | —         | MPC                           |
| 394228     | 2006 ST341 | 28 set 2006 | Mount Lemmon      | Mount Lemmon Survey | —         | MPC                           |
| 394229     | 2006 SH348 | 28 set 2006 | Kitt Peak         | Spacewatch          | —         | MPC                           |
| 394230     | 2006 SW348 | 28 set 2006 | Kitt Peak         | Spacewatch          | —         | MPC                           |
| 394231     | 2006 SF358 | 30 set 2006 | Mount Lemmon      | Mount Lemmon Survey | —         | MPC                           |
| 394232     | 2006 SK358 | 15 set 2006 | Kitt Peak         | Spacewatch          | —         | MPC                           |
| 394233     | 2006 SC359 | 30 set 2006 | Catalina          | CSS                 | —         | MPC                           |
| 394234     | 2006 SA375 | 16 set 2006 | Apache Point      | A. C. Becker        | —         | MPC                           |
| 394235     | 2006 SW393 | 30 set 2006 | Mount Lemmon      | Mount Lemmon Survey | Hanna     | MPC                           |
| 394236     | 2006 SS397 | 25 set 2006 | Mount Lemmon      | Mount Lemmon Survey | —         | MPC                           |
| 394237     | 2006 SN404 | 30 set 2006 | Mount Lemmon      | Mount Lemmon Survey | —         | MPC                           |
| 394238     | 2006 SQ404 | 30 set 2006 | Mount Lemmon      | Mount Lemmon Survey | —         | MPC                           |
| 394239     | 2006 SA405 | 30 set 2006 | Mount Lemmon      | Mount Lemmon Survey | —         | MPC                           |
| 394240     | 2006 SY405 | 17 set 2006 | Kitt Peak         | Spacewatch          | —         | MPC                           |
| 394241     | 2006 SZ410 | 20 mai 2005 | Mount Lemmon      | Mount Lemmon Survey | —         | MPC                           |
| 394242     | 2006 TU13  | 10 out 2006 | Palomar           | NEAT                | —         | MPC                           |
| 394243     | 2006 TG29  | 12 out 2006 | Kitt Peak         | Spacewatch          | —         | MPC                           |
| 394244     | 2006 TF38  | 12 out 2006 | Kitt Peak         | Spacewatch          | —         | MPC                           |
| 394245     | 2006 TW60  | 15 out 2006 | Bergisch Gladbach | W. Bickel           | —         | MPC                           |
| 394246     | 2006 TO69  | 25 set 2006 | Catalina          | CSS                 | —         | MPC                           |
| 394247     | 2006 TQ77  | 12 out 2006 | Kitt Peak         | Spacewatch          | —         | MPC                           |
| 394248     | 2006 TN85  | 2 out 2006  | Mount Lemmon      | Mount Lemmon Survey | Brangane  | MPC                           |
| 394249     | 2006 TO104 | 15 out 2006 | Kitt Peak         | Spacewatch          | —         | MPC                           |
| 394250     | 2006 TN112 | 1 out 2006  | Apache Point      | A. C. Becker        | —         | MPC                           |
| 394251     | 2006 TK120 | 12 out 2006 | Apache Point      | A. C. Becker        | Eos       | MPC                           |
| 394252     | 2006 TV121 | 3 out 2006  | Mount Lemmon      | Mount Lemmon Survey | —         | MPC                           |
| 394253     | 2006 TU124 | 4 out 2006  | Mount Lemmon      | Mount Lemmon Survey | —         | MPC                           |
| 394254     | 2006 TR128 | 2 out 2006  | Kitt Peak         | Spacewatch          | —         | MPC                           |
| 394255     | 2006 UX21  | 25 set 2006 | Kitt Peak         | Spacewatch          | —         | MPC                           |
| 394256     | 2006 UV24  | 16 out 2006 | Kitt Peak         | Spacewatch          | Brangane  | MPC                           |
| 394257     | 2006 UH39  | 16 out 2006 | Kitt Peak         | Spacewatch          | —         | MPC                           |
| 394258     | 2006 UX43  | 16 out 2006 | Kitt Peak         | Spacewatch          | —         | MPC                           |
| 394259     | 2006 UE48  | 17 out 2006 | Kitt Peak         | Spacewatch          | —         | MPC                           |
| 394260     | 2006 UH62  | 27 set 2006 | Mount Lemmon      | Mount Lemmon Survey | —         | MPC                           |
| 394261     | 2006 UV70  | 22 jul 2006 | Mount Lemmon      | Mount Lemmon Survey | —         | MPC                           |
| 394262     | 2006 UW72  | 17 out 2006 | Kitt Peak         | Spacewatch          | Brangane  | MPC                           |
| 394263     | 2006 UA95  | 3 out 2006  | Mount Lemmon      | Mount Lemmon Survey | —         | MPC                           |
| 394264     | 2006 UZ104 | 18 out 2006 | Kitt Peak         | Spacewatch          | Hanna     | MPC                           |
| 394265     | 2006 UY111 | 19 out 2006 | Kitt Peak         | Spacewatch          | —         | MPC                           |
| 394266     | 2006 UK114 | 19 out 2006 | Kitt Peak         | Spacewatch          | —         | MPC                           |
| 394267     | 2006 UR115 | 11 out 2006 | Kitt Peak         | Spacewatch          | —         | MPC                           |
| 394268     | 2006 UF118 | 19 out 2006 | Kitt Peak         | Spacewatch          | —         | MPC                           |
| 394269     | 2006 UP119 | 19 out 2006 | Kitt Peak         | Spacewatch          | —         | MPC                           |
| 394270     | 2006 UO120 | 19 out 2006 | Kitt Peak         | Spacewatch          | —         | MPC                           |
| 394271     | 2006 UY125 | 19 out 2006 | Kitt Peak         | Spacewatch          | —         | MPC                           |
| 394272     | 2006 UA133 | 19 out 2006 | Kitt Peak         | Spacewatch          | —         | MPC                           |
| 394273     | 2006 US135 | 30 set 2006 | Mount Lemmon      | Mount Lemmon Survey | —         | MPC                           |
| 394274     | 2006 UW143 | 19 out 2006 | Catalina          | CSS                 | —         | MPC                           |
| 394275     | 2006 UX188 | 17 set 2006 | Catalina          | CSS                 | Themis    | MPC                           |
| 394276     | 2006 UG194 | 12 out 2006 | Kitt Peak         | Spacewatch          | —         | MPC                           |
| 394277     | 2006 UY217 | 29 ago 2006 | Catalina          | CSS                 | —         | MPC                           |
| 394278     | 2006 UU228 | 2 out 2006  | Mount Lemmon      | Mount Lemmon Survey | —         | MPC                           |
| 394279     | 2006 UN248 | 27 out 2006 | Mount Lemmon      | Mount Lemmon Survey | —         | MPC                           |
| 394280     | 2006 UD260 | 28 out 2006 | Kitt Peak         | Spacewatch          | —         | MPC                           |
| 394281     | 2006 UO276 | 28 out 2006 | Mount Lemmon      | Mount Lemmon Survey | Brangane  | MPC                           |
| 394282     | 2006 UE279 | 28 out 2006 | Mount Lemmon      | Mount Lemmon Survey | —         | MPC                           |
| 394283     | 2006 UU280 | 22 abr 2004 | Kitt Peak         | Spacewatch          | —         | MPC                           |
| 394284     | 2006 UF284 | 28 out 2006 | Kitt Peak         | Spacewatch          | —         | MPC                           |
| 394285     | 2006 UA285 | 28 out 2006 | Kitt Peak         | Spacewatch          | Hanna     | MPC                           |
| 394286     | 2006 UW325 | 20 out 2006 | Kitt Peak         | M. W. Buie          | —         | MPC                           |
| 394287     | 2006 UZ336 | 23 out 2006 | Mount Lemmon      | Mount Lemmon Survey | —         | MPC                           |
| 394288     | 2006 VY16  | 9 nov 2006  | Kitt Peak         | Spacewatch          | —         | MPC                           |
| 394289     | 2006 VJ21  | 10 nov 2006 | Kitt Peak         | Spacewatch          | —         | MPC                           |
| 394290     | 2006 VF28  | 10 nov 2006 | Kitt Peak         | Spacewatch          | —         | MPC                           |
| 394291     | 2006 VW29  | 10 nov 2006 | Kitt Peak         | Spacewatch          | —         | MPC                           |
| 394292     | 2006 VM34  | 28 set 2006 | Mount Lemmon      | Mount Lemmon Survey | —         | MPC                           |
| 394293     | 2006 VJ35  | 27 out 2006 | Mount Lemmon      | Mount Lemmon Survey | —         | MPC                           |
| 394294     | 2006 VB41  | 12 nov 2006 | Mount Lemmon      | Mount Lemmon Survey | —         | MPC                           |
| 394295     | 2006 VZ58  | 11 nov 2006 | Kitt Peak         | Spacewatch          | Brangane  | MPC                           |
| 394296     | 2006 VW70  | 11 nov 2006 | Kitt Peak         | Spacewatch          | Eos       | MPC                           |
| 394297     | 2006 VD73  | 11 nov 2006 | Kitt Peak         | Spacewatch          | —         | MPC                           |
| 394298     | 2006 VD83  | 4 out 2006  | Mount Lemmon      | Mount Lemmon Survey | Brangane  | MPC                           |
| 394299     | 2006 VF98  | 28 out 2006 | Mount Lemmon      | Mount Lemmon Survey | —         | MPC                           |
| 394300     | 2006 VT110 | 28 set 2006 | Mount Lemmon      | Mount Lemmon Survey | —         | MPC                           |

## 394301–394400
| Designação | Designação | Descoberta  | Descoberta       | Descobridor(es)      | Categoria | Mais informações / Referência |
| Permanente | Provisória | Data        | Local            | Descobridor(es)      | Categoria | Mais informações / Referência |
| ---------- | ---------- | ----------- | ---------------- | -------------------- | --------- | ----------------------------- |
| 394301     | 2006 VA126 | 26 set 2006 | Mount Lemmon     | Mount Lemmon Survey  | Brangane  | MPC                           |
| 394302     | 2006 VX131 | 22 jan 2002 | Kitt Peak        | Spacewatch           | —         | MPC                           |
| 394303     | 2006 VJ134 | 21 out 2006 | Mount Lemmon     | Mount Lemmon Survey  | —         | MPC                           |
| 394304     | 2006 VR139 | 15 nov 2006 | Kitt Peak        | Spacewatch           | —         | MPC                           |
| 394305     | 2006 VG146 | 15 nov 2006 | Catalina         | CSS                  | —         | MPC                           |
| 394306     | 2006 VL146 | 5 abr 2003  | Kitt Peak        | Spacewatch           | Brangane  | MPC                           |
| 394307     | 2006 VO153 | 3 out 2006  | Mount Lemmon     | Mount Lemmon Survey  | —         | MPC                           |
| 394308     | 2006 VY169 | 11 nov 2006 | Kitt Peak        | Spacewatch           | —         | MPC                           |
| 394309     | 2006 WY5   | 16 nov 2006 | Kitt Peak        | Spacewatch           | —         | MPC                           |
| 394310     | 2006 WA10  | 16 nov 2006 | Mount Lemmon     | Mount Lemmon Survey  | —         | MPC                           |
| 394311     | 2006 WP12  | 16 nov 2006 | Mount Lemmon     | Mount Lemmon Survey  | —         | MPC                           |
| 394312     | 2006 WC16  | 4 out 2006  | Mount Lemmon     | Mount Lemmon Survey  | Brangane  | MPC                           |
| 394313     | 2006 WV16  | 27 set 2006 | Mount Lemmon     | Mount Lemmon Survey  | —         | MPC                           |
| 394314     | 2006 WS21  | 17 nov 2006 | Mount Lemmon     | Mount Lemmon Survey  | Brangane  | MPC                           |
| 394315     | 2006 WZ33  | 23 out 2006 | Mount Lemmon     | Mount Lemmon Survey  | —         | MPC                           |
| 394316     | 2006 WA52  | 28 out 2006 | Mount Lemmon     | Mount Lemmon Survey  | —         | MPC                           |
| 394317     | 2006 WS52  | 1 nov 2006  | Mount Lemmon     | Mount Lemmon Survey  | Brangane  | MPC                           |
| 394318     | 2006 WR73  | 18 nov 2006 | Kitt Peak        | Spacewatch           | —         | MPC                           |
| 394319     | 2006 WM87  | 18 nov 2006 | Mount Lemmon     | Mount Lemmon Survey  | —         | MPC                           |
| 394320     | 2006 WN97  | 19 nov 2006 | Kitt Peak        | Spacewatch           | Ursula    | MPC                           |
| 394321     | 2006 WX102 | 28 out 2006 | Mount Lemmon     | Mount Lemmon Survey  | —         | MPC                           |
| 394322     | 2006 WB103 | 19 nov 2006 | Kitt Peak        | Spacewatch           | Brangane  | MPC                           |
| 394323     | 2006 WY103 | 28 out 2006 | Mount Lemmon     | Mount Lemmon Survey  | —         | MPC                           |
| 394324     | 2006 WC109 | 19 nov 2006 | Kitt Peak        | Spacewatch           | —         | MPC                           |
| 394325     | 2006 WY116 | 4 out 2006  | Mount Lemmon     | Mount Lemmon Survey  | —         | MPC                           |
| 394326     | 2006 WL139 | 11 nov 2006 | Kitt Peak        | Spacewatch           | —         | MPC                           |
| 394327     | 2006 WN164 | 23 nov 2006 | Kitt Peak        | Spacewatch           | —         | MPC                           |
| 394328     | 2006 WJ166 | 11 nov 2006 | Kitt Peak        | Spacewatch           | —         | MPC                           |
| 394329     | 2006 WJ174 | 23 nov 2006 | Kitt Peak        | Spacewatch           | —         | MPC                           |
| 394330     | 2006 WM187 | 15 nov 2006 | Catalina         | CSS                  | —         | MPC                           |
| 394331     | 2006 WS187 | 27 set 2006 | Mount Lemmon     | Mount Lemmon Survey  | —         | MPC                           |
| 394332     | 2006 WG192 | 15 nov 2006 | Kitt Peak        | Spacewatch           | —         | MPC                           |
| 394333     | 2006 WR192 | 27 nov 2006 | Kitt Peak        | Spacewatch           | —         | MPC                           |
| 394334     | 2006 WV193 | 14 nov 2006 | Mount Lemmon     | Mount Lemmon Survey  | Brangane  | MPC                           |
| 394335     | 2006 WN199 | 19 nov 2006 | Kitt Peak        | Spacewatch           | —         | MPC                           |
| 394336     | 2006 WN202 | 25 nov 2006 | Kitt Peak        | Spacewatch           | —         | MPC                           |
| 394337     | 2006 WH205 | 20 nov 2006 | Kitt Peak        | Spacewatch           | —         | MPC                           |
| 394338     | 2006 XR11  | 27 set 2006 | Mount Lemmon     | Mount Lemmon Survey  | —         | MPC                           |
| 394339     | 2006 XA15  | 10 dez 2006 | Kitt Peak        | Spacewatch           | —         | MPC                           |
| 394340     | 2006 XC18  | 10 dez 2006 | Kitt Peak        | Spacewatch           | —         | MPC                           |
| 394341     | 2006 XY69  | 11 dez 2006 | Kitt Peak        | Spacewatch           | —         | MPC                           |
| 394342     | 2006 XZ70  | 13 dez 2006 | Kitt Peak        | Spacewatch           | —         | MPC                           |
| 394343     | 2006 XV71  | 1 dez 2006  | Mount Lemmon     | Mount Lemmon Survey  | —         | MPC                           |
| 394344     | 2006 YL    | 17 dez 2006 | 7300 Observatory | W. K. Y. Yeung       | —         | MPC                           |
| 394345     | 2006 YH29  | 21 dez 2006 | Kitt Peak        | Spacewatch           | —         | MPC                           |
| 394346     | 2006 YU38  | 21 dez 2006 | Kitt Peak        | Spacewatch           | —         | MPC                           |
| 394347     | 2007 AD1   | 8 jan 2007  | Mount Lemmon     | Mount Lemmon Survey  | —         | MPC                           |
| 394348     | 2007 AJ23  | 21 dez 2006 | Mount Lemmon     | Mount Lemmon Survey  | —         | MPC                           |
| 394349     | 2007 AH28  | 9 jan 2007  | Kitt Peak        | Spacewatch           | —         | MPC                           |
| 394350     | 2007 BF10  | 17 jan 2007 | Kitt Peak        | Spacewatch           | —         | MPC                           |
| 394351     | 2007 BM11  | 17 jan 2007 | Palomar          | NEAT                 | —         | MPC                           |
| 394352     | 2007 BN16  | 17 jan 2007 | Catalina         | CSS                  | —         | MPC                           |
| 394353     | 2007 BK37  | 13 set 2005 | Kitt Peak        | Spacewatch           | —         | MPC                           |
| 394354     | 2007 BL43  | 24 jan 2007 | Mount Lemmon     | Mount Lemmon Survey  | —         | MPC                           |
| 394355     | 2007 BF44  | 24 dez 2006 | Mount Lemmon     | Mount Lemmon Survey  | —         | MPC                           |
| 394356     | 2007 BB48  | 26 jan 2007 | Kitt Peak        | Spacewatch           | —         | MPC                           |
| 394357     | 2007 BB57  | 29 abr 2003 | Kitt Peak        | Spacewatch           | Brangane  | MPC                           |
| 394358     | 2007 BY62  | 27 jan 2007 | Mount Lemmon     | Mount Lemmon Survey  | —         | MPC                           |
| 394359     | 2007 BW68  | 27 jan 2007 | Mount Lemmon     | Mount Lemmon Survey  | —         | MPC                           |
| 394360     | 2007 BZ79  | 17 jan 2007 | Kitt Peak        | Spacewatch           | —         | MPC                           |
| 394361     | 2007 CO14  | 7 fev 2007  | Mount Lemmon     | Mount Lemmon Survey  | —         | MPC                           |
| 394362     | 2007 CS23  | 7 fev 2007  | Kitt Peak        | Spacewatch           | —         | MPC                           |
| 394363     | 2007 CP60  | 10 fev 2007 | Catalina         | CSS                  | —         | MPC                           |
| 394364     | 2007 DD1   | 18 fev 2007 | Calvin-Rehoboth  | Calvin–Rehoboth Obs. | —         | MPC                           |
| 394365     | 2007 DG22  | 27 jan 2007 | Mount Lemmon     | Mount Lemmon Survey  | —         | MPC                           |
| 394366     | 2007 DH25  | 17 fev 2007 | Kitt Peak        | Spacewatch           | —         | MPC                           |
| 394367     | 2007 DW32  | 17 fev 2007 | Kitt Peak        | Spacewatch           | —         | MPC                           |
| 394368     | 2007 DK33  | 17 fev 2007 | Kitt Peak        | Spacewatch           | —         | MPC                           |
| 394369     | 2007 DG35  | 17 fev 2007 | Kitt Peak        | Spacewatch           | —         | MPC                           |
| 394370     | 2007 DU36  | 17 fev 2007 | Kitt Peak        | Spacewatch           | —         | MPC                           |
| 394371     | 2007 DK55  | 21 fev 2007 | Socorro          | LINEAR               | —         | MPC                           |
| 394372     | 2007 DZ56  | 21 fev 2007 | Mount Lemmon     | Mount Lemmon Survey  | —         | MPC                           |
| 394373     | 2007 DY67  | 21 fev 2007 | Kitt Peak        | Spacewatch           | —         | MPC                           |
| 394374     | 2007 DD74  | 21 fev 2007 | Kitt Peak        | Spacewatch           | —         | MPC                           |
| 394375     | 2007 DM76  | 22 fev 2007 | Kitt Peak        | Spacewatch           | —         | MPC                           |
| 394376     | 2007 DD86  | 21 fev 2007 | Kitt Peak        | Spacewatch           | —         | MPC                           |
| 394377     | 2007 DN89  | 23 fev 2007 | Mount Lemmon     | Mount Lemmon Survey  | —         | MPC                           |
| 394378     | 2007 DG110 | 17 fev 2007 | Kitt Peak        | Spacewatch           | —         | MPC                           |
| 394379     | 2007 DO111 | 25 fev 2007 | Kitt Peak        | Spacewatch           | —         | MPC                           |
| 394380     | 2007 EU3   | 9 mar 2007  | Kitt Peak        | Spacewatch           | —         | MPC                           |
| 394381     | 2007 EF5   | 9 mar 2007  | Mount Lemmon     | Mount Lemmon Survey  | —         | MPC                           |
| 394382     | 2007 EU6   | 8 fev 2007  | Kitt Peak        | Spacewatch           | —         | MPC                           |
| 394383     | 2007 EN34  | 26 fev 2007 | Mount Lemmon     | Mount Lemmon Survey  | —         | MPC                           |
| 394384     | 2007 EX35  | 17 fev 2007 | Kitt Peak        | Spacewatch           | —         | MPC                           |
| 394385     | 2007 EZ44  | 9 mar 2007  | Kitt Peak        | Spacewatch           | Flora     | MPC                           |
| 394386     | 2007 ES45  | 9 mar 2007  | Kitt Peak        | Spacewatch           | —         | MPC                           |
| 394387     | 2007 EB52  | 11 mar 2007 | Catalina         | CSS                  | —         | MPC                           |
| 394388     | 2007 EE60  | 9 mar 2007  | Mount Lemmon     | Mount Lemmon Survey  | —         | MPC                           |
| 394389     | 2007 EP70  | 10 mar 2007 | Kitt Peak        | Spacewatch           | —         | MPC                           |
| 394390     | 2007 ES72  | 10 mar 2007 | Kitt Peak        | Spacewatch           | —         | MPC                           |
| 394391     | 2007 EO82  | 12 mar 2007 | Kitt Peak        | Spacewatch           | —         | MPC                           |
| 394392     | 2007 EP88  | 15 mar 2007 | Siding Spring    | SSS                  | —         | MPC                           |
| 394393     | 2007 EK92  | 10 mar 2007 | Kitt Peak        | Spacewatch           | —         | MPC                           |
| 394394     | 2007 EZ93  | 10 mar 2007 | Mount Lemmon     | Mount Lemmon Survey  | —         | MPC                           |
| 394395     | 2007 EH110 | 11 mar 2007 | Kitt Peak        | Spacewatch           | —         | MPC                           |
| 394396     | 2007 EK111 | 11 mar 2007 | Kitt Peak        | Spacewatch           | —         | MPC                           |
| 394397     | 2007 EN132 | 9 mar 2007  | Mount Lemmon     | Mount Lemmon Survey  | —         | MPC                           |
| 394398     | 2007 EZ135 | 10 mar 2007 | Mount Lemmon     | Mount Lemmon Survey  | —         | MPC                           |
| 394399     | 2007 EY177 | 14 mar 2007 | Kitt Peak        | Spacewatch           | —         | MPC                           |
| 394400     | 2007 ER197 | 15 mar 2007 | Kitt Peak        | Spacewatch           | —         | MPC                           |

## 394401–394500
| Designação | Designação | Descoberta  | Descoberta     | Descobridor(es)     | Categoria | Mais informações / Referência |
| Permanente | Provisória | Data        | Local          | Descobridor(es)     | Categoria | Mais informações / Referência |
| ---------- | ---------- | ----------- | -------------- | ------------------- | --------- | ----------------------------- |
| 394401     | 2007 FG27  | 20 mar 2007 | Mount Lemmon   | Mount Lemmon Survey | —         | MPC                           |
| 394402     | 2007 GF21  | 11 abr 2007 | Mount Lemmon   | Mount Lemmon Survey | —         | MPC                           |
| 394403     | 2007 GT22  | 11 abr 2007 | Mount Lemmon   | Mount Lemmon Survey | —         | MPC                           |
| 394404     | 2007 GJ23  | 11 abr 2007 | Kitt Peak      | Spacewatch          | —         | MPC                           |
| 394405     | 2007 GZ34  | 10 mar 2007 | Kitt Peak      | Spacewatch          | —         | MPC                           |
| 394406     | 2007 GM39  | 14 abr 2007 | Kitt Peak      | Spacewatch          | —         | MPC                           |
| 394407     | 2007 GS41  | 14 abr 2007 | Kitt Peak      | Spacewatch          | —         | MPC                           |
| 394408     | 2007 GZ47  | 14 abr 2007 | Kitt Peak      | Spacewatch          | —         | MPC                           |
| 394409     | 2007 GV48  | 14 mar 2007 | Mount Lemmon   | Mount Lemmon Survey | —         | MPC                           |
| 394410     | 2007 GO57  | 15 abr 2007 | Kitt Peak      | Spacewatch          | —         | MPC                           |
| 394411     | 2007 GN58  | 15 abr 2007 | Mount Lemmon   | Mount Lemmon Survey | —         | MPC                           |
| 394412     | 2007 GF62  | 22 set 2001 | Kitt Peak      | Spacewatch          | —         | MPC                           |
| 394413     | 2007 GV62  | 15 abr 2007 | Kitt Peak      | Spacewatch          | —         | MPC                           |
| 394414     | 2007 GJ67  | 15 abr 2007 | Kitt Peak      | Spacewatch          | —         | MPC                           |
| 394415     | 2007 GU69  | 15 abr 2007 | Mount Lemmon   | Mount Lemmon Survey | —         | MPC                           |
| 394416     | 2007 HV20  | 18 abr 2007 | Kitt Peak      | Spacewatch          | —         | MPC                           |
| 394417     | 2007 HD22  | 18 abr 2007 | Kitt Peak      | Spacewatch          | —         | MPC                           |
| 394418     | 2007 HH58  | 23 abr 2007 | Catalina       | CSS                 | —         | MPC                           |
| 394419     | 2007 HB67  | 22 abr 2007 | Mount Lemmon   | Mount Lemmon Survey | —         | MPC                           |
| 394420     | 2007 HH69  | 24 abr 2007 | Kitt Peak      | Spacewatch          | —         | MPC                           |
| 394421     | 2007 HT74  | 22 abr 2007 | Kitt Peak      | Spacewatch          | —         | MPC                           |
| 394422     | 2007 JD9   | 13 mar 2007 | Mount Lemmon   | Mount Lemmon Survey | —         | MPC                           |
| 394423     | 2007 JT10  | 7 mai 2007  | Kitt Peak      | Spacewatch          | —         | MPC                           |
| 394424     | 2007 JZ17  | 15 abr 2007 | Kitt Peak      | Spacewatch          | —         | MPC                           |
| 394425     | 2007 JG19  | 10 mai 2007 | Kitt Peak      | Spacewatch          | —         | MPC                           |
| 394426     | 2007 JY27  | 18 abr 2007 | Kitt Peak      | Spacewatch          | —         | MPC                           |
| 394427     | 2007 JG32  | 12 mai 2007 | Kitt Peak      | Spacewatch          | —         | MPC                           |
| 394428     | 2007 KA    | 16 mai 2007 | Wrightwood     | J. W. Young         | —         | MPC                           |
| 394429     | 2007 LF7   | 8 jun 2007  | Kitt Peak      | Spacewatch          | —         | MPC                           |
| 394430     | 2007 LF8   | 9 jun 2007  | Kitt Peak      | Spacewatch          | —         | MPC                           |
| 394431     | 2007 MH7   | 18 jun 2007 | Kitt Peak      | Spacewatch          | —         | MPC                           |
| 394432     | 2007 NC    | 6 jul 2007  | Pla D'Arguines | R. Ferrando         | —         | MPC                           |
| 394433     | 2007 PT1   | 20 jul 2007 | Socorro        | LINEAR              | —         | MPC                           |
| 394434     | 2007 PE2   | 7 ago 2007  | Eskridge       | G. Hug              | Mitidika  | MPC                           |
| 394435     | 2007 PD4   | 8 ago 2007  | Siding Spring  | SSS                 | —         | MPC                           |
| 394436     | 2007 PN7   | 8 ago 2007  | Socorro        | LINEAR              | —         | MPC                           |
| 394437     | 2007 PN9   | 12 ago 2007 | Great Shefford | P. Birtwhistle      | —         | MPC                           |
| 394438     | 2007 PJ35  | 9 ago 2007  | Socorro        | LINEAR              | —         | MPC                           |
| 394439     | 2007 PH40  | 12 ago 2007 | Socorro        | LINEAR              | —         | MPC                           |
| 394440     | 2007 PT40  | 9 ago 2007  | Socorro        | LINEAR              | —         | MPC                           |
| 394441     | 2007 PH43  | 10 ago 2007 | Kitt Peak      | Spacewatch          | —         | MPC                           |
| 394442     | 2007 PV46  | 10 ago 2007 | Kitt Peak      | Spacewatch          | —         | MPC                           |
| 394443     | 2007 QC9   | 22 ago 2007 | Socorro        | LINEAR              | —         | MPC                           |
| 394444     | 2007 RH8   | 5 set 2007  | Catalina       | CSS                 | —         | MPC                           |
| 394445     | 2007 RY12  | 11 set 2007 | Vicques        | M. Ory              | —         | MPC                           |
| 394446     | 2007 RS21  | 3 set 2007  | Catalina       | CSS                 | —         | MPC                           |
| 394447     | 2007 RG23  | 3 set 2007  | Catalina       | CSS                 | —         | MPC                           |
| 394448     | 2007 RU31  | 5 set 2007  | Anderson Mesa  | LONEOS              | —         | MPC                           |
| 394449     | 2007 RH61  | 10 set 2007 | Mount Lemmon   | Mount Lemmon Survey | —         | MPC                           |
| 394450     | 2007 RJ92  | 10 set 2007 | Mount Lemmon   | Mount Lemmon Survey | —         | MPC                           |
| 394451     | 2007 RM93  | 10 set 2007 | Kitt Peak      | Spacewatch          | —         | MPC                           |
| 394452     | 2007 RH115 | 11 set 2007 | Kitt Peak      | Spacewatch          | —         | MPC                           |
| 394453     | 2007 RF127 | 12 set 2007 | Mount Lemmon   | Mount Lemmon Survey | —         | MPC                           |
| 394454     | 2007 RE129 | 12 set 2007 | Mount Lemmon   | Mount Lemmon Survey | Mitidika  | MPC                           |
| 394455     | 2007 RU179 | 10 set 2007 | Mount Lemmon   | Mount Lemmon Survey | Phocaea   | MPC                           |
| 394456     | 2007 RA190 | 10 set 2007 | Catalina       | CSS                 | —         | MPC                           |
| 394457     | 2007 RD190 | 4 set 2007  | Catalina       | CSS                 | —         | MPC                           |
| 394458     | 2007 RS210 | 30 abr 2006 | Kitt Peak      | Spacewatch          | —         | MPC                           |
| 394459     | 2007 RV217 | 13 set 2007 | Kitt Peak      | Spacewatch          | —         | MPC                           |
| 394460     | 2007 RY229 | 11 set 2007 | Kitt Peak      | Spacewatch          | —         | MPC                           |
| 394461     | 2007 RR238 | 14 set 2007 | Catalina       | CSS                 | Erigone   | MPC                           |
| 394462     | 2007 RA249 | 9 mar 2002  | Kitt Peak      | Spacewatch          | —         | MPC                           |
| 394463     | 2007 RS273 | 15 set 2007 | Kitt Peak      | Spacewatch          | —         | MPC                           |
| 394464     | 2007 RV288 | 15 set 2007 | Mount Lemmon   | Mount Lemmon Survey | Eos       | MPC                           |
| 394465     | 2007 RY288 | 9 set 2007  | Mount Lemmon   | Mount Lemmon Survey | —         | MPC                           |
| 394466     | 2007 RB289 | 10 set 2007 | Mount Lemmon   | Mount Lemmon Survey | —         | MPC                           |
| 394467     | 2007 RV318 | 11 set 2007 | Mount Lemmon   | Mount Lemmon Survey | —         | MPC                           |
| 394468     | 2007 SD4   | 8 set 2007  | Catalina       | CSS                 | —         | MPC                           |
| 394469     | 2007 SC14  | 20 set 2007 | Catalina       | CSS                 | —         | MPC                           |
| 394470     | 2007 TT4   | 6 out 2007  | 7300           | W. K. Y. Yeung      | —         | MPC                           |
| 394471     | 2007 TF10  | 19 set 1998 | Caussols       | ODAS                | —         | MPC                           |
| 394472     | 2007 TC11  | 6 out 2007  | Socorro        | LINEAR              | —         | MPC                           |
| 394473     | 2007 TC18  | 9 out 2007  | 7300           | W. K. Y. Yeung      | —         | MPC                           |
| 394474     | 2007 TT23  | 4 out 2007  | Kitt Peak      | Spacewatch          | —         | MPC                           |
| 394475     | 2007 TL27  | 4 out 2007  | Kitt Peak      | Spacewatch          | —         | MPC                           |
| 394476     | 2007 TA30  | 4 out 2007  | Kitt Peak      | Spacewatch          | —         | MPC                           |
| 394477     | 2007 TY39  | 6 out 2007  | Kitt Peak      | Spacewatch          | —         | MPC                           |
| 394478     | 2007 TX40  | 6 out 2007  | Kitt Peak      | Spacewatch          | —         | MPC                           |
| 394479     | 2007 TK48  | 4 out 2007  | Kitt Peak      | Spacewatch          | —         | MPC                           |
| 394480     | 2007 TF49  | 4 out 2007  | Kitt Peak      | Spacewatch          | —         | MPC                           |
| 394481     | 2007 TX51  | 4 out 2007  | Kitt Peak      | Spacewatch          | —         | MPC                           |
| 394482     | 2007 TX53  | 4 out 2007  | Kitt Peak      | Spacewatch          | —         | MPC                           |
| 394483     | 2007 TN68  | 12 out 2007 | 7300           | W. K. Y. Yeung      | —         | MPC                           |
| 394484     | 2007 TK69  | 14 out 2007 | Altschwendt    | W. Ries             | —         | MPC                           |
| 394485     | 2007 TV81  | 9 set 2007  | Mount Lemmon   | Mount Lemmon Survey | —         | MPC                           |
| 394486     | 2007 TD84  | 8 out 2007  | Catalina       | CSS                 | —         | MPC                           |
| 394487     | 2007 TO90  | 8 out 2007  | Mount Lemmon   | Mount Lemmon Survey | —         | MPC                           |
| 394488     | 2007 TK98  | 8 out 2007  | Mount Lemmon   | Mount Lemmon Survey | —         | MPC                           |
| 394489     | 2007 TQ106 | 4 out 2007  | Kitt Peak      | Spacewatch          | —         | MPC                           |
| 394490     | 2007 TF112 | 15 set 2007 | Anderson Mesa  | LONEOS              | —         | MPC                           |
| 394491     | 2007 TJ129 | 12 set 2007 | Mount Lemmon   | Mount Lemmon Survey | —         | MPC                           |
| 394492     | 2007 TC139 | 9 out 2007  | Kitt Peak      | Spacewatch          | —         | MPC                           |
| 394493     | 2007 TK144 | 6 out 2007  | Socorro        | LINEAR              | —         | MPC                           |
| 394494     | 2007 TP154 | 9 out 2007  | Socorro        | LINEAR              | Phocaea   | MPC                           |
| 394495     | 2007 TN170 | 12 out 2007 | Socorro        | LINEAR              | —         | MPC                           |
| 394496     | 2007 TZ172 | 2 out 2007  | Antares        | ARO                 | —         | MPC                           |
| 394497     | 2007 TQ185 | 12 set 2007 | Catalina       | CSS                 | Phocaea   | MPC                           |
| 394498     | 2007 TF196 | 7 out 2007  | Mount Lemmon   | Mount Lemmon Survey | —         | MPC                           |
| 394499     | 2007 TT203 | 18 set 2007 | Mount Lemmon   | Mount Lemmon Survey | —         | MPC                           |
| 394500     | 2007 TN210 | 6 out 2007  | Kitt Peak      | Spacewatch          | —         | MPC                           |

## 394501–394600
| Designação | Designação | Descoberta  | Descoberta      | Descobridor(es)     | Categoria | Mais informações / Referência |
| Permanente | Provisória | Data        | Local           | Descobridor(es)     | Categoria | Mais informações / Referência |
| ---------- | ---------- | ----------- | --------------- | ------------------- | --------- | ----------------------------- |
| 394501     | 2007 TW211 | 7 out 2007  | Kitt Peak       | Spacewatch          | —         | MPC                           |
| 394502     | 2007 TE212 | 7 out 2007  | Kitt Peak       | Spacewatch          | —         | MPC                           |
| 394503     | 2007 TD220 | 8 out 2007  | Mount Lemmon    | Mount Lemmon Survey | —         | MPC                           |
| 394504     | 2007 TM234 | 8 out 2007  | Kitt Peak       | Spacewatch          | —         | MPC                           |
| 394505     | 2007 TQ239 | 9 set 2007  | Mount Lemmon    | Mount Lemmon Survey | —         | MPC                           |
| 394506     | 2007 TX239 | 10 out 2007 | Kitt Peak       | Spacewatch          | —         | MPC                           |
| 394507     | 2007 TM242 | 8 out 2007  | Catalina        | CSS                 | —         | MPC                           |
| 394508     | 2007 TV247 | 10 out 2007 | Kitt Peak       | Spacewatch          | —         | MPC                           |
| 394509     | 2007 TV259 | 10 out 2007 | Mount Lemmon    | Mount Lemmon Survey | —         | MPC                           |
| 394510     | 2007 TY261 | 10 out 2007 | Kitt Peak       | Spacewatch          | —         | MPC                           |
| 394511     | 2007 TL266 | 6 out 2007  | Kitt Peak       | Spacewatch          | —         | MPC                           |
| 394512     | 2007 TT273 | 10 out 2007 | Anderson Mesa   | LONEOS              | —         | MPC                           |
| 394513     | 2007 TG274 | 19 set 2007 | Kitt Peak       | Spacewatch          | —         | MPC                           |
| 394514     | 2007 TA284 | 9 ago 2007  | Socorro         | LINEAR              | —         | MPC                           |
| 394515     | 2007 TZ293 | 14 set 2007 | Mount Lemmon    | Mount Lemmon Survey | —         | MPC                           |
| 394516     | 2007 TF302 | 12 out 2007 | Kitt Peak       | Spacewatch          | —         | MPC                           |
| 394517     | 2007 TC303 | 12 out 2007 | Kitt Peak       | Spacewatch          | —         | MPC                           |
| 394518     | 2007 TB312 | 11 out 2007 | Mount Lemmon    | Mount Lemmon Survey | —         | MPC                           |
| 394519     | 2007 TJ313 | 11 out 2007 | Kitt Peak       | Spacewatch          | —         | MPC                           |
| 394520     | 2007 TR328 | 19 jun 2006 | Mount Lemmon    | Mount Lemmon Survey | —         | MPC                           |
| 394521     | 2007 TL333 | 11 out 2007 | Kitt Peak       | Spacewatch          | —         | MPC                           |
| 394522     | 2007 TH361 | 14 out 2007 | Mount Lemmon    | Mount Lemmon Survey | —         | MPC                           |
| 394523     | 2007 TW361 | 14 out 2007 | Mount Lemmon    | Mount Lemmon Survey | —         | MPC                           |
| 394524     | 2007 TX361 | 14 out 2007 | Mount Lemmon    | Mount Lemmon Survey | —         | MPC                           |
| 394525     | 2007 TC376 | 8 out 2007  | Mount Lemmon    | Mount Lemmon Survey | —         | MPC                           |
| 394526     | 2007 TZ380 | 14 out 2007 | Kitt Peak       | Spacewatch          | —         | MPC                           |
| 394527     | 2007 TT383 | 14 out 2007 | Kitt Peak       | Spacewatch          | —         | MPC                           |
| 394528     | 2007 TG386 | 15 out 2007 | Catalina        | CSS                 | —         | MPC                           |
| 394529     | 2007 TO392 | 15 out 2007 | Catalina        | CSS                 | —         | MPC                           |
| 394530     | 2007 TQ392 | 14 set 2007 | Catalina        | CSS                 | —         | MPC                           |
| 394531     | 2007 TJ413 | 15 out 2007 | Anderson Mesa   | LONEOS              | —         | MPC                           |
| 394532     | 2007 TV424 | 8 out 2007  | Kitt Peak       | Spacewatch          | —         | MPC                           |
| 394533     | 2007 TC431 | 10 out 2007 | Kitt Peak       | Spacewatch          | —         | MPC                           |
| 394534     | 2007 TT438 | 8 mai 2006  | Kitt Peak       | Spacewatch          | —         | MPC                           |
| 394535     | 2007 TB442 | 10 out 2007 | Catalina        | CSS                 | Phocaea   | MPC                           |
| 394536     | 2007 TV448 | 9 out 2007  | Kitt Peak       | Spacewatch          | —         | MPC                           |
| 394537     | 2007 TS449 | 10 out 2007 | Mount Lemmon    | Mount Lemmon Survey | —         | MPC                           |
| 394538     | 2007 TT451 | 9 out 2007  | Kitt Peak       | Spacewatch          | —         | MPC                           |
| 394539     | 2007 UD1   | 16 out 2007 | Bisei SG Center | BATTeRS             | —         | MPC                           |
| 394540     | 2007 UL7   | 16 out 2007 | Catalina        | CSS                 | —         | MPC                           |
| 394541     | 2007 UF25  | 16 out 2007 | Kitt Peak       | Spacewatch          | —         | MPC                           |
| 394542     | 2007 UH35  | 19 out 2007 | Catalina        | CSS                 | —         | MPC                           |
| 394543     | 2007 UG36  | 13 out 2007 | Socorro         | LINEAR              | —         | MPC                           |
| 394544     | 2007 UD37  | 19 out 2007 | Catalina        | CSS                 | Juno      | MPC                           |
| 394545     | 2007 UW47  | 20 out 2007 | Catalina        | CSS                 | —         | MPC                           |
| 394546     | 2007 UW48  | 20 out 2007 | Mount Lemmon    | Mount Lemmon Survey | —         | MPC                           |
| 394547     | 2007 UA50  | 24 out 2007 | Mount Lemmon    | Mount Lemmon Survey | —         | MPC                           |
| 394548     | 2007 UO64  | 30 out 2007 | Mount Lemmon    | Mount Lemmon Survey | —         | MPC                           |
| 394549     | 2007 US71  | 10 set 2007 | Mount Lemmon    | Mount Lemmon Survey | —         | MPC                           |
| 394550     | 2007 UM73  | 5 out 2007  | Kitt Peak       | Spacewatch          | —         | MPC                           |
| 394551     | 2007 UG75  | 7 out 2007  | Kitt Peak       | Spacewatch          | —         | MPC                           |
| 394552     | 2007 UB78  | 30 out 2007 | Kitt Peak       | Spacewatch          | —         | MPC                           |
| 394553     | 2007 UJ78  | 30 out 2007 | Catalina        | CSS                 | —         | MPC                           |
| 394554     | 2007 UU85  | 30 out 2007 | Kitt Peak       | Spacewatch          | —         | MPC                           |
| 394555     | 2007 UW85  | 30 out 2007 | Kitt Peak       | Spacewatch          | —         | MPC                           |
| 394556     | 2007 UG93  | 12 out 2007 | Kitt Peak       | Spacewatch          | —         | MPC                           |
| 394557     | 2007 UQ95  | 30 out 2007 | Catalina        | CSS                 | —         | MPC                           |
| 394558     | 2007 UD117 | 30 out 2007 | Catalina        | CSS                 | —         | MPC                           |
| 394559     | 2007 UU118 | 11 set 2007 | Mount Lemmon    | Mount Lemmon Survey | —         | MPC                           |
| 394560     | 2007 UQ139 | 24 out 2007 | Mount Lemmon    | Mount Lemmon Survey | —         | MPC                           |
| 394561     | 2007 UE140 | 16 out 2007 | Mount Lemmon    | Mount Lemmon Survey | —         | MPC                           |
| 394562     | 2007 UY140 | 21 out 2007 | Mount Lemmon    | Mount Lemmon Survey | —         | MPC                           |
| 394563     | 2007 UN141 | 30 out 2007 | Kitt Peak       | Spacewatch          | —         | MPC                           |
| 394564     | 2007 UR141 | 20 out 2007 | Mount Lemmon    | Mount Lemmon Survey | —         | MPC                           |
| 394565     | 2007 VR    | 1 nov 2007  | Eskridge        | G. Hug              | —         | MPC                           |
| 394566     | 2007 VB12  | 6 nov 2007  | Eskridge        | G. Hug              | —         | MPC                           |
| 394567     | 2007 VX14  | 1 nov 2007  | Kitt Peak       | Spacewatch          | —         | MPC                           |
| 394568     | 2007 VX22  | 2 nov 2007  | Mount Lemmon    | Mount Lemmon Survey | —         | MPC                           |
| 394569     | 2007 VN34  | 3 nov 2007  | 7300            | W. K. Y. Yeung      | —         | MPC                           |
| 394570     | 2007 VV46  | 1 nov 2007  | Kitt Peak       | Spacewatch          | —         | MPC                           |
| 394571     | 2007 VA47  | 10 set 2007 | Mount Lemmon    | Mount Lemmon Survey | —         | MPC                           |
| 394572     | 2007 VX53  | 1 nov 2007  | Kitt Peak       | Spacewatch          | —         | MPC                           |
| 394573     | 2007 VG54  | 20 out 2007 | Mount Lemmon    | Mount Lemmon Survey | —         | MPC                           |
| 394574     | 2007 VX55  | 1 nov 2007  | Kitt Peak       | Spacewatch          | —         | MPC                           |
| 394575     | 2007 VM56  | 1 nov 2007  | Kitt Peak       | Spacewatch          | —         | MPC                           |
| 394576     | 2007 VO57  | 1 nov 2007  | Kitt Peak       | Spacewatch          | —         | MPC                           |
| 394577     | 2007 VU60  | 16 out 2007 | Mount Lemmon    | Mount Lemmon Survey | —         | MPC                           |
| 394578     | 2007 VO65  | 13 set 2007 | Mount Lemmon    | Mount Lemmon Survey | —         | MPC                           |
| 394579     | 2007 VY68  | 10 set 2007 | Mount Lemmon    | Mount Lemmon Survey | —         | MPC                           |
| 394580     | 2007 VS70  | 8 out 2007  | Mount Lemmon    | Mount Lemmon Survey | —         | MPC                           |
| 394581     | 2007 VH76  | 18 set 2007 | Mount Lemmon    | Mount Lemmon Survey | —         | MPC                           |
| 394582     | 2007 VS81  | 20 mai 2006 | Kitt Peak       | Spacewatch          | —         | MPC                           |
| 394583     | 2007 VN107 | 3 nov 2007  | Kitt Peak       | Spacewatch          | —         | MPC                           |
| 394584     | 2007 VZ112 | 15 set 2007 | Mount Lemmon    | Mount Lemmon Survey | —         | MPC                           |
| 394585     | 2007 VC116 | 3 nov 2007  | Kitt Peak       | Spacewatch          | —         | MPC                           |
| 394586     | 2007 VF125 | 5 nov 2007  | Purple Mountain | PMO NEO             | —         | MPC                           |
| 394587     | 2007 VJ128 | 1 nov 2007  | Mount Lemmon    | Mount Lemmon Survey | —         | MPC                           |
| 394588     | 2007 VS134 | 12 out 2007 | Mount Lemmon    | Mount Lemmon Survey | —         | MPC                           |
| 394589     | 2007 VP143 | 4 nov 2007  | Kitt Peak       | Spacewatch          | —         | MPC                           |
| 394590     | 2007 VA171 | 7 nov 2007  | Kitt Peak       | Spacewatch          | —         | MPC                           |
| 394591     | 2007 VK171 | 7 nov 2007  | Kitt Peak       | Spacewatch          | —         | MPC                           |
| 394592     | 2007 VS184 | 10 out 2007 | Catalina        | CSS                 | —         | MPC                           |
| 394593     | 2007 VD189 | 14 nov 2007 | Bisei SG Center | BATTeRS             | —         | MPC                           |
| 394594     | 2007 VT207 | 11 nov 2007 | Mount Lemmon    | Mount Lemmon Survey | —         | MPC                           |
| 394595     | 2007 VX216 | 9 nov 2007  | Kitt Peak       | Spacewatch          | —         | MPC                           |
| 394596     | 2007 VG218 | 9 nov 2007  | Kitt Peak       | Spacewatch          | —         | MPC                           |
| 394597     | 2007 VU229 | 11 jun 2005 | Kitt Peak       | Spacewatch          | —         | MPC                           |
| 394598     | 2007 VR233 | 20 out 2007 | Mount Lemmon    | Mount Lemmon Survey | —         | MPC                           |
| 394599     | 2007 VW234 | 9 nov 2007  | Kitt Peak       | Spacewatch          | —         | MPC                           |
| 394600     | 2007 VT239 | 30 out 2007 | Kitt Peak       | Spacewatch          | —         | MPC                           |

## 394601–394700
| Designação | Designação | Descoberta  | Descoberta   | Descobridor(es)     | Categoria | Mais informações / Referência |
| Permanente | Provisória | Data        | Local        | Descobridor(es)     | Categoria | Mais informações / Referência |
| ---------- | ---------- | ----------- | ------------ | ------------------- | --------- | ----------------------------- |
| 394601     | 2007 VE252 | 12 nov 2007 | Catalina     | CSS                 | —         | MPC                           |
| 394602     | 2007 VP259 | 24 abr 1996 | Kitt Peak    | Spacewatch          | —         | MPC                           |
| 394603     | 2007 VC262 | 15 out 2007 | Mount Lemmon | Mount Lemmon Survey | —         | MPC                           |
| 394604     | 2007 VQ263 | 13 nov 2007 | Mount Lemmon | Mount Lemmon Survey | —         | MPC                           |
| 394605     | 2007 VW268 | 12 nov 2007 | Socorro      | LINEAR              | —         | MPC                           |
| 394606     | 2007 VB269 | 12 nov 2007 | Socorro      | LINEAR              | Phocaea   | MPC                           |
| 394607     | 2007 VP285 | 5 nov 2007  | Mount Lemmon | Mount Lemmon Survey | —         | MPC                           |
| 394608     | 2007 VK293 | 6 nov 2007  | XuYi         | PMO NEO             | —         | MPC                           |
| 394609     | 2007 VH294 | 5 nov 2007  | Kitt Peak    | Spacewatch          | —         | MPC                           |
| 394610     | 2007 VJ301 | 15 nov 2007 | Catalina     | CSS                 | —         | MPC                           |
| 394611     | 2007 VC308 | 5 nov 2007  | Mount Lemmon | Mount Lemmon Survey | —         | MPC                           |
| 394612     | 2007 VV310 | 11 nov 2007 | Mount Lemmon | Mount Lemmon Survey | —         | MPC                           |
| 394613     | 2007 VK328 | 8 nov 2007  | Kitt Peak    | Spacewatch          | —         | MPC                           |
| 394614     | 2007 VK329 | 15 nov 2007 | Socorro      | LINEAR              | —         | MPC                           |
| 394615     | 2007 VW329 | 2 nov 2007  | Kitt Peak    | Spacewatch          | —         | MPC                           |
| 394616     | 2007 VA330 | 2 nov 2007  | Mount Lemmon | Mount Lemmon Survey | —         | MPC                           |
| 394617     | 2007 VQ330 | 4 nov 2007  | Socorro      | LINEAR              | —         | MPC                           |
| 394618     | 2007 VW330 | 4 nov 2007  | Mount Lemmon | Mount Lemmon Survey | —         | MPC                           |
| 394619     | 2007 VE333 | 9 nov 2007  | Kitt Peak    | Spacewatch          | —         | MPC                           |
| 394620     | 2007 VW333 | 11 nov 2007 | Mount Lemmon | Mount Lemmon Survey | Eos       | MPC                           |
| 394621     | 2007 WO4   | 20 nov 2007 | Mount Lemmon | Mount Lemmon Survey | —         | MPC                           |
| 394622     | 2007 WN41  | 2 nov 2007  | Mount Lemmon | Mount Lemmon Survey | —         | MPC                           |
| 394623     | 2007 WO52  | 20 nov 2007 | Mount Lemmon | Mount Lemmon Survey | —         | MPC                           |
| 394624     | 2007 WQ60  | 19 nov 2007 | Kitt Peak    | Spacewatch          | —         | MPC                           |
| 394625     | 2007 WE61  | 19 nov 2007 | Mount Lemmon | Mount Lemmon Survey | —         | MPC                           |
| 394626     | 2007 XS6   | 8 nov 2007  | Kitt Peak    | Spacewatch          | —         | MPC                           |
| 394627     | 2007 XP10  | 20 out 2007 | Mount Lemmon | Mount Lemmon Survey | —         | MPC                           |
| 394628     | 2007 XG12  | 4 dez 2007  | Kitt Peak    | Spacewatch          | —         | MPC                           |
| 394629     | 2007 XB14  | 18 nov 2007 | Kitt Peak    | Spacewatch          | —         | MPC                           |
| 394630     | 2007 XN28  | 15 dez 2007 | Kitt Peak    | Spacewatch          | —         | MPC                           |
| 394631     | 2007 XC51  | 12 nov 2007 | Socorro      | LINEAR              | —         | MPC                           |
| 394632     | 2007 XX54  | 9 nov 2007  | Kitt Peak    | Spacewatch          | —         | MPC                           |
| 394633     | 2007 XN55  | 4 dez 2007  | Kitt Peak    | Spacewatch          | —         | MPC                           |
| 394634     | 2007 YA5   | 5 dez 2007  | Kitt Peak    | Spacewatch          | —         | MPC                           |
| 394635     | 2007 YH5   | 13 nov 2007 | Kitt Peak    | Spacewatch          | —         | MPC                           |
| 394636     | 2007 YB9   | 12 nov 2007 | Mount Lemmon | Mount Lemmon Survey | —         | MPC                           |
| 394637     | 2007 YQ15  | 16 dez 2007 | Kitt Peak    | Spacewatch          | —         | MPC                           |
| 394638     | 2007 YL24  | 17 dez 2007 | Mount Lemmon | Mount Lemmon Survey | —         | MPC                           |
| 394639     | 2007 YB29  | 13 nov 2007 | Kitt Peak    | Spacewatch          | —         | MPC                           |
| 394640     | 2007 YC38  | 30 dez 2007 | Mount Lemmon | Mount Lemmon Survey | —         | MPC                           |
| 394641     | 2007 YM39  | 30 dez 2007 | Mount Lemmon | Mount Lemmon Survey | —         | MPC                           |
| 394642     | 2007 YW54  | 15 dez 2007 | Catalina     | CSS                 | —         | MPC                           |
| 394643     | 2007 YM55  | 31 dez 2007 | Mount Lemmon | Mount Lemmon Survey | —         | MPC                           |
| 394644     | 2007 YF57  | 5 nov 2007  | Kitt Peak    | Spacewatch          | —         | MPC                           |
| 394645     | 2007 YQ64  | 18 dez 2007 | Mount Lemmon | Mount Lemmon Survey | —         | MPC                           |
| 394646     | 2007 YG65  | 20 dez 2007 | Kitt Peak    | Spacewatch          | —         | MPC                           |
| 394647     | 2007 YB68  | 30 dez 2007 | Kitt Peak    | Spacewatch          | —         | MPC                           |
| 394648     | 2007 YF74  | 31 dez 2007 | Mount Lemmon | Mount Lemmon Survey | —         | MPC                           |
| 394649     | 2008 AL46  | 11 jan 2008 | Kitt Peak    | Spacewatch          | —         | MPC                           |
| 394650     | 2008 AS64  | 11 jan 2008 | Mount Lemmon | Mount Lemmon Survey | —         | MPC                           |
| 394651     | 2008 AB77  | 12 jan 2008 | Kitt Peak    | Spacewatch          | —         | MPC                           |
| 394652     | 2008 AN92  | 14 jan 2008 | Kitt Peak    | Spacewatch          | —         | MPC                           |
| 394653     | 2008 AB116 | 13 jan 2008 | Kitt Peak    | Spacewatch          | —         | MPC                           |
| 394654     | 2008 AS120 | 6 jan 2008  | Mauna Kea    | P. A. Wiegert       | —         | MPC                           |
| 394655     | 2008 AG129 | 15 jan 2008 | Mount Lemmon | Mount Lemmon Survey | —         | MPC                           |
| 394656     | 2008 BL4   | 16 jan 2008 | Kitt Peak    | Spacewatch          | —         | MPC                           |
| 394657     | 2008 BY11  | 18 jan 2008 | Kitt Peak    | Spacewatch          | —         | MPC                           |
| 394658     | 2008 BU20  | 20 jan 2008 | Mount Lemmon | Mount Lemmon Survey | Brangane  | MPC                           |
| 394659     | 2008 BB30  | 30 jan 2008 | Catalina     | CSS                 | —         | MPC                           |
| 394660     | 2008 BC51  | 31 jan 2008 | Mount Lemmon | Mount Lemmon Survey | —         | MPC                           |
| 394661     | 2008 CG11  | 3 fev 2008  | Kitt Peak    | Spacewatch          | —         | MPC                           |
| 394662     | 2008 CQ11  | 3 fev 2008  | Kitt Peak    | Spacewatch          | —         | MPC                           |
| 394663     | 2008 CQ16  | 30 jan 2008 | Kitt Peak    | Spacewatch          | —         | MPC                           |
| 394664     | 2008 CK18  | 3 fev 2008  | Kitt Peak    | Spacewatch          | —         | MPC                           |
| 394665     | 2008 CB19  | 3 fev 2008  | Kitt Peak    | Spacewatch          | —         | MPC                           |
| 394666     | 2008 CT23  | 1 fev 2008  | Kitt Peak    | Spacewatch          | Brangane  | MPC                           |
| 394667     | 2008 CD32  | 2 fev 2008  | Kitt Peak    | Spacewatch          | Eos       | MPC                           |
| 394668     | 2008 CK33  | 2 fev 2008  | Kitt Peak    | Spacewatch          | —         | MPC                           |
| 394669     | 2008 CM33  | 2 fev 2008  | Kitt Peak    | Spacewatch          | —         | MPC                           |
| 394670     | 2008 CO36  | 2 fev 2008  | Kitt Peak    | Spacewatch          | —         | MPC                           |
| 394671     | 2008 CD37  | 2 fev 2008  | Kitt Peak    | Spacewatch          | —         | MPC                           |
| 394672     | 2008 CJ45  | 2 fev 2008  | Kitt Peak    | Spacewatch          | —         | MPC                           |
| 394673     | 2008 CX46  | 2 fev 2008  | Kitt Peak    | Spacewatch          | —         | MPC                           |
| 394674     | 2008 CD47  | 1 jan 2008  | Mount Lemmon | Mount Lemmon Survey | —         | MPC                           |
| 394675     | 2008 CK74  | 10 fev 2008 | Junk Bond    | D. Healy            | —         | MPC                           |
| 394676     | 2008 CP78  | 7 fev 2008  | Kitt Peak    | Spacewatch          | —         | MPC                           |
| 394677     | 2008 CH81  | 7 fev 2008  | Kitt Peak    | Spacewatch          | —         | MPC                           |
| 394678     | 2008 CG87  | 7 fev 2008  | Mount Lemmon | Mount Lemmon Survey | —         | MPC                           |
| 394679     | 2008 CE94  | 27 out 2006 | Catalina     | CSS                 | —         | MPC                           |
| 394680     | 2008 CJ109 | 9 fev 2008  | Kitt Peak    | Spacewatch          | —         | MPC                           |
| 394681     | 2008 CT109 | 9 fev 2008  | Kitt Peak    | Spacewatch          | —         | MPC                           |
| 394682     | 2008 CD126 | 8 fev 2008  | Kitt Peak    | Spacewatch          | —         | MPC                           |
| 394683     | 2008 CS129 | 8 fev 2008  | Kitt Peak    | Spacewatch          | Brangane  | MPC                           |
| 394684     | 2008 CM133 | 8 fev 2008  | Kitt Peak    | Spacewatch          | —         | MPC                           |
| 394685     | 2008 CR134 | 8 fev 2008  | Mount Lemmon | Mount Lemmon Survey | Brangane  | MPC                           |
| 394686     | 2008 CY142 | 8 fev 2008  | Kitt Peak    | Spacewatch          | —         | MPC                           |
| 394687     | 2008 CX149 | 9 fev 2008  | Kitt Peak    | Spacewatch          | —         | MPC                           |
| 394688     | 2008 CB151 | 9 fev 2008  | Kitt Peak    | Spacewatch          | —         | MPC                           |
| 394689     | 2008 CZ160 | 9 fev 2008  | Kitt Peak    | Spacewatch          | —         | MPC                           |
| 394690     | 2008 CC167 | 11 fev 2008 | Mount Lemmon | Mount Lemmon Survey | —         | MPC                           |
| 394691     | 2008 CK174 | 13 fev 2008 | Mount Lemmon | Mount Lemmon Survey | —         | MPC                           |
| 394692     | 2008 CK183 | 12 fev 2008 | Mount Lemmon | Mount Lemmon Survey | Brangane  | MPC                           |
| 394693     | 2008 CV183 | 13 fev 2008 | Mount Lemmon | Mount Lemmon Survey | —         | MPC                           |
| 394694     | 2008 CA186 | 11 dez 2002 | Socorro      | LINEAR              | —         | MPC                           |
| 394695     | 2008 CL191 | 2 fev 2008  | Kitt Peak    | Spacewatch          | —         | MPC                           |
| 394696     | 2008 CB198 | 10 fev 2008 | Kitt Peak    | Spacewatch          | —         | MPC                           |
| 394697     | 2008 CP199 | 13 fev 2008 | Mount Lemmon | Mount Lemmon Survey | —         | MPC                           |
| 394698     | 2008 CH205 | 1 fev 2008  | Kitt Peak    | Spacewatch          | —         | MPC                           |
| 394699     | 2008 CG208 | 13 fev 2008 | Mount Lemmon | Mount Lemmon Survey | —         | MPC                           |
| 394700     | 2008 CE212 | 7 fev 2008  | Mount Lemmon | Mount Lemmon Survey | Brangane  | MPC                           |

## 394701–394800
| Designação | Designação | Descoberta  | Descoberta     | Descobridor(es)     | Categoria | Mais informações / Referência |
| Permanente | Provisória | Data        | Local          | Descobridor(es)     | Categoria | Mais informações / Referência |
| ---------- | ---------- | ----------- | -------------- | ------------------- | --------- | ----------------------------- |
| 394701     | 2008 CJ213 | 9 fev 2008  | Mount Lemmon   | Mount Lemmon Survey | Ursula    | MPC                           |
| 394702     | 2008 DD12  | 11 jan 2008 | Kitt Peak      | Spacewatch          | —         | MPC                           |
| 394703     | 2008 DO15  | 27 fev 2008 | Mount Lemmon   | Mount Lemmon Survey | —         | MPC                           |
| 394704     | 2008 DO20  | 28 fev 2008 | Mount Lemmon   | Mount Lemmon Survey | —         | MPC                           |
| 394705     | 2008 DL23  | 24 fev 2008 | Kitt Peak      | Spacewatch          | —         | MPC                           |
| 394706     | 2008 DG27  | 29 fev 2008 | Mount Lemmon   | Mount Lemmon Survey | —         | MPC                           |
| 394707     | 2008 DJ53  | 10 fev 2008 | Mount Lemmon   | Mount Lemmon Survey | —         | MPC                           |
| 394708     | 2008 DT53  | 29 fev 2008 | Mount Lemmon   | Mount Lemmon Survey | —         | MPC                           |
| 394709     | 2008 DW54  | 5 dez 2007  | Kitt Peak      | Spacewatch          | —         | MPC                           |
| 394710     | 2008 DD86  | 27 fev 2008 | Mount Lemmon   | Mount Lemmon Survey | —         | MPC                           |
| 394711     | 2008 DP87  | 28 fev 2008 | Mount Lemmon   | Mount Lemmon Survey | —         | MPC                           |
| 394712     | 2008 ED13  | 10 fev 2008 | Kitt Peak      | Spacewatch          | —         | MPC                           |
| 394713     | 2008 EA34  | 1 mar 2008  | Mount Lemmon   | Mount Lemmon Survey | —         | MPC                           |
| 394714     | 2008 ES40  | 4 mar 2008  | Kitt Peak      | Spacewatch          | —         | MPC                           |
| 394715     | 2008 EZ45  | 5 mar 2008  | Kitt Peak      | Spacewatch          | —         | MPC                           |
| 394716     | 2008 ER64  | 9 mar 2008  | Mount Lemmon   | Mount Lemmon Survey | —         | MPC                           |
| 394717     | 2008 EA72  | 20 dez 2007 | Mount Lemmon   | Mount Lemmon Survey | —         | MPC                           |
| 394718     | 2008 EM73  | 7 mar 2008  | Catalina       | CSS                 | —         | MPC                           |
| 394719     | 2008 EN73  | 7 mar 2008  | Catalina       | CSS                 | —         | MPC                           |
| 394720     | 2008 EM94  | 11 fev 2008 | Mount Lemmon   | Mount Lemmon Survey | Brangane  | MPC                           |
| 394721     | 2008 EM105 | 13 fev 2008 | Kitt Peak      | Spacewatch          | —         | MPC                           |
| 394722     | 2008 EN105 | 11 jan 2008 | Mount Lemmon   | Mount Lemmon Survey | Brangane  | MPC                           |
| 394723     | 2008 EL108 | 12 fev 2008 | Kitt Peak      | Spacewatch          | —         | MPC                           |
| 394724     | 2008 EV111 | 8 mar 2008  | Kitt Peak      | Spacewatch          | —         | MPC                           |
| 394725     | 2008 EQ118 | 26 fev 2008 | Mount Lemmon   | Mount Lemmon Survey | —         | MPC                           |
| 394726     | 2008 EZ125 | 10 mar 2008 | Kitt Peak      | Spacewatch          | —         | MPC                           |
| 394727     | 2008 EZ131 | 11 mar 2008 | Kitt Peak      | Spacewatch          | —         | MPC                           |
| 394728     | 2008 EV133 | 1 out 2005  | Mount Lemmon   | Mount Lemmon Survey | —         | MPC                           |
| 394729     | 2008 EU134 | 11 mar 2008 | Kitt Peak      | Spacewatch          | —         | MPC                           |
| 394730     | 2008 ER142 | 7 fev 2008  | Mount Lemmon   | Mount Lemmon Survey | Brangane  | MPC                           |
| 394731     | 2008 EV151 | 10 mar 2008 | Kitt Peak      | Spacewatch          | —         | MPC                           |
| 394732     | 2008 EP152 | 10 mar 2008 | Mount Lemmon   | Mount Lemmon Survey | —         | MPC                           |
| 394733     | 2008 EG153 | 11 mar 2008 | Mount Lemmon   | Mount Lemmon Survey | —         | MPC                           |
| 394734     | 2008 EH153 | 11 mar 2008 | Mount Lemmon   | Mount Lemmon Survey | —         | MPC                           |
| 394735     | 2008 EU162 | 15 mar 2008 | Kitt Peak      | Spacewatch          | —         | MPC                           |
| 394736     | 2008 EV166 | 6 mar 2008  | Mount Lemmon   | Mount Lemmon Survey | —         | MPC                           |
| 394737     | 2008 EP168 | 11 mar 2008 | Kitt Peak      | Spacewatch          | —         | MPC                           |
| 394738     | 2008 EY168 | 13 mar 2008 | Catalina       | CSS                 | —         | MPC                           |
| 394739     | 2008 FE13  | 5 mar 2008  | Kitt Peak      | Spacewatch          | —         | MPC                           |
| 394740     | 2008 FP23  | 27 mar 2008 | Kitt Peak      | Spacewatch          | —         | MPC                           |
| 394741     | 2008 FJ25  | 10 fev 2008 | Kitt Peak      | Spacewatch          | —         | MPC                           |
| 394742     | 2008 FW31  | 5 mar 2008  | Mount Lemmon   | Mount Lemmon Survey | —         | MPC                           |
| 394743     | 2008 FE32  | 28 mar 2008 | Mount Lemmon   | Mount Lemmon Survey | Ursula    | MPC                           |
| 394744     | 2008 FD33  | 28 mar 2008 | Mount Lemmon   | Mount Lemmon Survey | —         | MPC                           |
| 394745     | 2008 FZ34  | 9 fev 2008  | Kitt Peak      | Spacewatch          | —         | MPC                           |
| 394746     | 2008 FD36  | 28 fev 2008 | Mount Lemmon   | Mount Lemmon Survey | —         | MPC                           |
| 394747     | 2008 FL36  | 28 mar 2008 | Mount Lemmon   | Mount Lemmon Survey | —         | MPC                           |
| 394748     | 2008 FJ39  | 28 mar 2008 | Kitt Peak      | Spacewatch          | —         | MPC                           |
| 394749     | 2008 FM47  | 10 mar 2008 | Kitt Peak      | Spacewatch          | —         | MPC                           |
| 394750     | 2008 FF51  | 28 mar 2008 | Mount Lemmon   | Mount Lemmon Survey | —         | MPC                           |
| 394751     | 2008 FP55  | 28 mar 2008 | Mount Lemmon   | Mount Lemmon Survey | —         | MPC                           |
| 394752     | 2008 FO94  | 1 out 2005  | Kitt Peak      | Spacewatch          | Brangane  | MPC                           |
| 394753     | 2008 FJ101 | 30 mar 2008 | Kitt Peak      | Spacewatch          | Ursula    | MPC                           |
| 394754     | 2008 FD105 | 26 fev 2008 | Mount Lemmon   | Mount Lemmon Survey | —         | MPC                           |
| 394755     | 2008 FM113 | 31 mar 2008 | Kitt Peak      | Spacewatch          | —         | MPC                           |
| 394756     | 2008 FS120 | 31 mar 2008 | Mount Lemmon   | Mount Lemmon Survey | —         | MPC                           |
| 394757     | 2008 FD128 | 28 mar 2008 | Mount Lemmon   | Mount Lemmon Survey | —         | MPC                           |
| 394758     | 2008 FT133 | 28 mar 2008 | Mount Lemmon   | Mount Lemmon Survey | —         | MPC                           |
| 394759     | 2008 FH134 | 29 mar 2008 | Mount Lemmon   | Mount Lemmon Survey | —         | MPC                           |
| 394760     | 2008 GH17  | 4 abr 2008  | Kitt Peak      | Spacewatch          | —         | MPC                           |
| 394761     | 2008 GF18  | 4 abr 2008  | Kitt Peak      | Spacewatch          | —         | MPC                           |
| 394762     | 2008 GZ22  | 1 abr 2008  | Mount Lemmon   | Mount Lemmon Survey | —         | MPC                           |
| 394763     | 2008 GO25  | 1 abr 2008  | Mount Lemmon   | Mount Lemmon Survey | —         | MPC                           |
| 394764     | 2008 GG27  | 3 abr 2008  | Kitt Peak      | Spacewatch          | —         | MPC                           |
| 394765     | 2008 GH27  | 9 fev 2008  | Kitt Peak      | Spacewatch          | —         | MPC                           |
| 394766     | 2008 GH29  | 13 mar 2008 | Kitt Peak      | Spacewatch          | —         | MPC                           |
| 394767     | 2008 GU29  | 3 abr 2008  | Mount Lemmon   | Mount Lemmon Survey | —         | MPC                           |
| 394768     | 2008 GB32  | 26 mar 2008 | Kitt Peak      | Spacewatch          | —         | MPC                           |
| 394769     | 2008 GP32  | 3 abr 2008  | Kitt Peak      | Spacewatch          | —         | MPC                           |
| 394770     | 2008 GO33  | 3 abr 2008  | Mount Lemmon   | Mount Lemmon Survey | —         | MPC                           |
| 394771     | 2008 GG48  | 2 mar 2008  | XuYi           | PMO NEO             | —         | MPC                           |
| 394772     | 2008 GR50  | 5 abr 2008  | Mount Lemmon   | Mount Lemmon Survey | —         | MPC                           |
| 394773     | 2008 GX50  | 5 abr 2008  | Mount Lemmon   | Mount Lemmon Survey | —         | MPC                           |
| 394774     | 2008 GG80  | 27 mar 2008 | Kitt Peak      | Spacewatch          | —         | MPC                           |
| 394775     | 2008 GM82  | 8 abr 2008  | Kitt Peak      | Spacewatch          | —         | MPC                           |
| 394776     | 2008 GW83  | 12 mar 2008 | Mount Lemmon   | Mount Lemmon Survey | —         | MPC                           |
| 394777     | 2008 GP94  | 27 mar 2008 | Mount Lemmon   | Mount Lemmon Survey | —         | MPC                           |
| 394778     | 2008 GZ105 | 5 mar 2008  | Mount Lemmon   | Mount Lemmon Survey | —         | MPC                           |
| 394779     | 2008 GZ106 | 12 abr 2008 | Catalina       | CSS                 | —         | MPC                           |
| 394780     | 2008 GM114 | 10 abr 2008 | Catalina       | CSS                 | —         | MPC                           |
| 394781     | 2008 GU131 | 6 abr 2008  | Mount Lemmon   | Mount Lemmon Survey | —         | MPC                           |
| 394782     | 2008 GB142 | 6 abr 2008  | Catalina       | CSS                 | —         | MPC                           |
| 394783     | 2008 HD3   | 28 abr 2008 | Kitt Peak      | Spacewatch          | —         | MPC                           |
| 394784     | 2008 HG14  | 25 abr 2008 | Kitt Peak      | Spacewatch          | —         | MPC                           |
| 394785     | 2008 HQ18  | 17 jan 2007 | Kitt Peak      | Spacewatch          | —         | MPC                           |
| 394786     | 2008 HE40  | 13 abr 2008 | Mount Lemmon   | Mount Lemmon Survey | —         | MPC                           |
| 394787     | 2008 HC42  | 26 abr 2008 | Mount Lemmon   | Mount Lemmon Survey | —         | MPC                           |
| 394788     | 2008 HV55  | 29 abr 2008 | Kitt Peak      | Spacewatch          | —         | MPC                           |
| 394789     | 2008 HF57  | 30 abr 2008 | Kitt Peak      | Spacewatch          | —         | MPC                           |
| 394790     | 2008 KS28  | 30 dez 2000 | Socorro        | LINEAR              | —         | MPC                           |
| 394791     | 2008 KO33  | 5 mai 2008  | Kitt Peak      | Spacewatch          | Brangane  | MPC                           |
| 394792     | 2008 PR    | 1 ago 2008  | Dauban         | F. Kugel            | —         | MPC                           |
| 394793     | 2008 PR21  | 6 ago 2008  | Siding Spring  | SSS                 | —         | MPC                           |
| 394794     | 2008 QV7   | 26 ago 2008 | Farra d'Isonzo | Farra d'Isonzo      | —         | MPC                           |
| 394795     | 2008 QA38  | 23 ago 2008 | Kitt Peak      | Spacewatch          | —         | MPC                           |
| 394796     | 2008 QL39  | 24 ago 2008 | Kitt Peak      | Spacewatch          | —         | MPC                           |
| 394797     | 2008 QL45  | 30 ago 2008 | Socorro        | LINEAR              | —         | MPC                           |
| 394798     | 2008 RA8   | 3 set 2008  | Kitt Peak      | Spacewatch          | Vesta     | MPC                           |
| 394799     | 2008 RN9   | 3 set 2008  | Kitt Peak      | Spacewatch          | —         | MPC                           |
| 394800     | 2008 RL26  | 8 set 2008  | Altschwendt    | W. Ries             | —         | MPC                           |

## 394801–394900
| Designação | Designação | Descoberta  | Descoberta    | Descobridor(es)     | Categoria | Mais informações / Referência |
| Permanente | Provisória | Data        | Local         | Descobridor(es)     | Categoria | Mais informações / Referência |
| ---------- | ---------- | ----------- | ------------- | ------------------- | --------- | ----------------------------- |
| 394801     | 2008 RY43  | 2 set 2008  | Kitt Peak     | Spacewatch          | —         | MPC                           |
| 394802     | 2008 RE50  | 3 set 2008  | Kitt Peak     | Spacewatch          | —         | MPC                           |
| 394803     | 2008 RQ51  | 3 set 2008  | Kitt Peak     | Spacewatch          | —         | MPC                           |
| 394804     | 2008 RS68  | 4 set 2008  | Kitt Peak     | Spacewatch          | —         | MPC                           |
| 394805     | 2008 RY77  | 6 set 2008  | Andrushivka   | Andrushivka Obs.    | —         | MPC                           |
| 394806     | 2008 RV97  | 7 set 2008  | Mount Lemmon  | Mount Lemmon Survey | —         | MPC                           |
| 394807     | 2008 RK107 | 7 set 2008  | Catalina      | CSS                 | —         | MPC                           |
| 394808     | 2008 RV124 | 6 set 2008  | Kitt Peak     | Spacewatch          | Vesta     | MPC                           |
| 394809     | 2008 RP134 | 5 set 2008  | Kitt Peak     | Spacewatch          | —         | MPC                           |
| 394810     | 2008 RB137 | 4 set 2008  | Kitt Peak     | Spacewatch          | —         | MPC                           |
| 394811     | 2008 RJ137 | 5 set 2008  | Socorro       | LINEAR              | —         | MPC                           |
| 394812     | 2008 SA4   | 22 set 2008 | Socorro       | LINEAR              | —         | MPC                           |
| 394813     | 2008 SO17  | 19 set 2008 | Kitt Peak     | Spacewatch          | —         | MPC                           |
| 394814     | 2008 SV19  | 19 set 2008 | Kitt Peak     | Spacewatch          | —         | MPC                           |
| 394815     | 2008 SG21  | 19 set 2008 | Kitt Peak     | Spacewatch          | —         | MPC                           |
| 394816     | 2008 SX23  | 17 jan 2007 | Kitt Peak     | Spacewatch          | —         | MPC                           |
| 394817     | 2008 SQ42  | 20 set 2008 | Kitt Peak     | Spacewatch          | —         | MPC                           |
| 394818     | 2008 SX44  | 20 set 2008 | Kitt Peak     | Spacewatch          | —         | MPC                           |
| 394819     | 2008 SJ48  | 3 set 2008  | Kitt Peak     | Spacewatch          | —         | MPC                           |
| 394820     | 2008 SW55  | 20 set 2008 | Kitt Peak     | Spacewatch          | —         | MPC                           |
| 394821     | 2008 SD74  | 23 set 2008 | Kitt Peak     | Spacewatch          | Vesta     | MPC                           |
| 394822     | 2008 SZ88  | 20 set 2008 | Kitt Peak     | Spacewatch          | —         | MPC                           |
| 394823     | 2008 SY107 | 22 set 2008 | Kitt Peak     | Spacewatch          | —         | MPC                           |
| 394824     | 2008 SG112 | 6 set 2008  | Catalina      | CSS                 | —         | MPC                           |
| 394825     | 2008 SE127 | 22 set 2008 | Kitt Peak     | Spacewatch          | —         | MPC                           |
| 394826     | 2008 SY137 | 23 set 2008 | Kitt Peak     | Spacewatch          | —         | MPC                           |
| 394827     | 2008 SO139 | 23 set 2008 | Siding Spring | SSS                 | Flora     | MPC                           |
| 394828     | 2008 SU139 | 8 dez 2005  | Kitt Peak     | Spacewatch          | —         | MPC                           |
| 394829     | 2008 SH144 | 5 set 2008  | Kitt Peak     | Spacewatch          | —         | MPC                           |
| 394830     | 2008 SF155 | 3 set 2008  | Kitt Peak     | Spacewatch          | —         | MPC                           |
| 394831     | 2008 SX155 | 23 set 2008 | Socorro       | LINEAR              | —         | MPC                           |
| 394832     | 2008 SO157 | 24 set 2008 | Socorro       | LINEAR              | —         | MPC                           |
| 394833     | 2008 SN159 | 24 set 2008 | Socorro       | LINEAR              | —         | MPC                           |
| 394834     | 2008 SF163 | 28 set 2008 | Socorro       | LINEAR              | —         | MPC                           |
| 394835     | 2008 SN163 | 28 set 2008 | Socorro       | LINEAR              | —         | MPC                           |
| 394836     | 2008 SD165 | 28 set 2008 | Socorro       | LINEAR              | —         | MPC                           |
| 394837     | 2008 SF180 | 24 set 2008 | Mount Lemmon  | Mount Lemmon Survey | —         | MPC                           |
| 394838     | 2008 SL189 | 25 set 2008 | Kitt Peak     | Spacewatch          | —         | MPC                           |
| 394839     | 2008 SS215 | 29 set 2008 | Mount Lemmon  | Mount Lemmon Survey | —         | MPC                           |
| 394840     | 2008 SV224 | 22 set 2008 | Mount Lemmon  | Mount Lemmon Survey | —         | MPC                           |
| 394841     | 2008 SU234 | 28 set 2008 | Mount Lemmon  | Mount Lemmon Survey | —         | MPC                           |
| 394842     | 2008 SP238 | 29 set 2008 | Kitt Peak     | Spacewatch          | —         | MPC                           |
| 394843     | 2008 SZ241 | 21 set 2008 | Catalina      | CSS                 | —         | MPC                           |
| 394844     | 2008 SM249 | 22 set 2008 | Kitt Peak     | Spacewatch          | —         | MPC                           |
| 394845     | 2008 SG251 | 24 set 2008 | Kitt Peak     | Spacewatch          | —         | MPC                           |
| 394846     | 2008 SN251 | 25 set 2008 | Kitt Peak     | Spacewatch          | —         | MPC                           |
| 394847     | 2008 SZ271 | 29 set 2008 | Mount Lemmon  | Mount Lemmon Survey | —         | MPC                           |
| 394848     | 2008 SE273 | 22 set 2008 | Mount Lemmon  | Mount Lemmon Survey | —         | MPC                           |
| 394849     | 2008 SW277 | 25 set 2008 | Kitt Peak     | Spacewatch          | —         | MPC                           |
| 394850     | 2008 SP300 | 23 set 2008 | Catalina      | CSS                 | —         | MPC                           |
| 394851     | 2008 SU309 | 27 set 2008 | Mount Lemmon  | Mount Lemmon Survey | —         | MPC                           |
| 394852     | 2008 TV32  | 1 out 2008  | Kitt Peak     | Spacewatch          | —         | MPC                           |
| 394853     | 2008 TS36  | 1 out 2008  | Mount Lemmon  | Mount Lemmon Survey | —         | MPC                           |
| 394854     | 2008 TT44  | 1 out 2008  | Mount Lemmon  | Mount Lemmon Survey | —         | MPC                           |
| 394855     | 2008 TG49  | 12 nov 2005 | Kitt Peak     | Spacewatch          | —         | MPC                           |
| 394856     | 2008 TL58  | 20 set 2008 | Kitt Peak     | Spacewatch          | —         | MPC                           |
| 394857     | 2008 TQ67  | 2 out 2008  | Kitt Peak     | Spacewatch          | Mitidika  | MPC                           |
| 394858     | 2008 TE71  | 23 set 2008 | Kitt Peak     | Spacewatch          | —         | MPC                           |
| 394859     | 2008 TF74  | 2 out 2008  | Kitt Peak     | Spacewatch          | —         | MPC                           |
| 394860     | 2008 TL85  | 3 out 2008  | Mount Lemmon  | Mount Lemmon Survey | —         | MPC                           |
| 394861     | 2008 TT115 | 6 out 2008  | Catalina      | CSS                 | —         | MPC                           |
| 394862     | 2008 TB116 | 6 out 2008  | Catalina      | CSS                 | —         | MPC                           |
| 394863     | 2008 TE116 | 6 out 2008  | Catalina      | CSS                 | —         | MPC                           |
| 394864     | 2008 TG118 | 6 out 2008  | Kitt Peak     | Spacewatch          | —         | MPC                           |
| 394865     | 2008 TD130 | 8 out 2008  | Mount Lemmon  | Mount Lemmon Survey | —         | MPC                           |
| 394866     | 2008 TO136 | 8 out 2008  | Kitt Peak     | Spacewatch          | —         | MPC                           |
| 394867     | 2008 TF158 | 23 set 2008 | Mount Lemmon  | Mount Lemmon Survey | —         | MPC                           |
| 394868     | 2008 TQ167 | 10 out 2008 | Mount Lemmon  | Mount Lemmon Survey | —         | MPC                           |
| 394869     | 2008 TP173 | 1 out 2008  | Mount Lemmon  | Mount Lemmon Survey | Vesta     | MPC                           |
| 394870     | 2008 TD180 | 13 abr 2004 | Kitt Peak     | Spacewatch          | —         | MPC                           |
| 394871     | 2008 TH181 | 8 out 2008  | Mount Lemmon  | Mount Lemmon Survey | —         | MPC                           |
| 394872     | 2008 TN185 | 6 out 2008  | Mount Lemmon  | Mount Lemmon Survey | —         | MPC                           |
| 394873     | 2008 TC189 | 10 out 2008 | Mount Lemmon  | Mount Lemmon Survey | —         | MPC                           |
| 394874     | 2008 UF3   | 23 set 2008 | Mount Lemmon  | Mount Lemmon Survey | —         | MPC                           |
| 394875     | 2008 UU9   | 10 out 2004 | Kitt Peak     | Spacewatch          | —         | MPC                           |
| 394876     | 2008 UG18  | 19 out 2008 | Kitt Peak     | Spacewatch          | —         | MPC                           |
| 394877     | 2008 UC35  | 20 out 2008 | Kitt Peak     | Spacewatch          | —         | MPC                           |
| 394878     | 2008 UH61  | 21 out 2008 | Kitt Peak     | Spacewatch          | —         | MPC                           |
| 394879     | 2008 UL66  | 21 out 2008 | Kitt Peak     | Spacewatch          | Flora     | MPC                           |
| 394880     | 2008 UZ76  | 21 out 2008 | Kitt Peak     | Spacewatch          | —         | MPC                           |
| 394881     | 2008 UW93  | 7 out 2008  | Catalina      | CSS                 | —         | MPC                           |
| 394882     | 2008 UM115 | 22 out 2008 | Kitt Peak     | Spacewatch          | —         | MPC                           |
| 394883     | 2008 UH142 | 2 out 2008  | Mount Lemmon  | Mount Lemmon Survey | —         | MPC                           |
| 394884     | 2008 UC146 | 16 abr 2007 | Mount Lemmon  | Mount Lemmon Survey | —         | MPC                           |
| 394885     | 2008 UR146 | 23 out 2008 | Kitt Peak     | Spacewatch          | —         | MPC                           |
| 394886     | 2008 UB147 | 23 out 2008 | Kitt Peak     | Spacewatch          | —         | MPC                           |
| 394887     | 2008 UV148 | 23 out 2008 | Kitt Peak     | Spacewatch          | —         | MPC                           |
| 394888     | 2008 UB176 | 24 out 2008 | Mount Lemmon  | Mount Lemmon Survey | —         | MPC                           |
| 394889     | 2008 UP182 | 24 out 2008 | Mount Lemmon  | Mount Lemmon Survey | —         | MPC                           |
| 394890     | 2008 UK185 | 24 out 2008 | Kitt Peak     | Spacewatch          | —         | MPC                           |
| 394891     | 2008 UC188 | 24 out 2008 | Kitt Peak     | Spacewatch          | —         | MPC                           |
| 394892     | 2008 UE192 | 25 out 2008 | Catalina      | CSS                 | —         | MPC                           |
| 394893     | 2008 UP201 | 9 out 2008  | Mount Lemmon  | Mount Lemmon Survey | —         | MPC                           |
| 394894     | 2008 UW219 | 25 out 2008 | Kitt Peak     | Spacewatch          | —         | MPC                           |
| 394895     | 2008 UN222 | 25 out 2008 | Kitt Peak     | Spacewatch          | —         | MPC                           |
| 394896     | 2008 UH248 | 26 out 2008 | Kitt Peak     | Spacewatch          | —         | MPC                           |
| 394897     | 2008 UH267 | 4 set 2008  | Kitt Peak     | Spacewatch          | —         | MPC                           |
| 394898     | 2008 UB272 | 20 out 2008 | Kitt Peak     | Spacewatch          | —         | MPC                           |
| 394899     | 2008 UL298 | 29 out 2008 | Kitt Peak     | Spacewatch          | —         | MPC                           |
| 394900     | 2008 UT298 | 29 out 2008 | Kitt Peak     | Spacewatch          | —         | MPC                           |

## 394901–395000
| Designação | Designação | Descoberta  | Descoberta      | Descobridor(es)     | Categoria | Mais informações / Referência |
| Permanente | Provisória | Data        | Local           | Descobridor(es)     | Categoria | Mais informações / Referência |
| ---------- | ---------- | ----------- | --------------- | ------------------- | --------- | ----------------------------- |
| 394901     | 2008 UZ308 | 30 out 2008 | Kitt Peak       | Spacewatch          | —         | MPC                           |
| 394902     | 2008 UT338 | 22 out 2008 | Kitt Peak       | Spacewatch          | —         | MPC                           |
| 394903     | 2008 UL352 | 31 out 2008 | Mount Lemmon    | Mount Lemmon Survey | —         | MPC                           |
| 394904     | 2008 UW354 | 28 out 2008 | Kitt Peak       | Spacewatch          | —         | MPC                           |
| 394905     | 2008 US367 | 13 mar 2007 | Mount Lemmon    | Mount Lemmon Survey | —         | MPC                           |
| 394906     | 2008 UV368 | 26 out 2008 | Mount Lemmon    | Mount Lemmon Survey | —         | MPC                           |
| 394907     | 2008 UY369 | 25 set 2008 | Mount Lemmon    | Mount Lemmon Survey | —         | MPC                           |
| 394908     | 2008 VG24  | 1 nov 2008  | Kitt Peak       | Spacewatch          | —         | MPC                           |
| 394909     | 2008 VZ38  | 2 nov 2008  | Kitt Peak       | Spacewatch          | —         | MPC                           |
| 394910     | 2008 VL47  | 3 nov 2008  | Mount Lemmon    | Mount Lemmon Survey | —         | MPC                           |
| 394911     | 2008 VX54  | 25 ago 2004 | Kitt Peak       | Spacewatch          | —         | MPC                           |
| 394912     | 2008 VP59  | 7 nov 2008  | Catalina        | CSS                 | —         | MPC                           |
| 394913     | 2008 VJ68  | 2 nov 2008  | Mount Lemmon    | Mount Lemmon Survey | —         | MPC                           |
| 394914     | 2008 VO78  | 7 nov 2008  | Mount Lemmon    | Mount Lemmon Survey | —         | MPC                           |
| 394915     | 2008 VL79  | 6 nov 2008  | Kitt Peak       | Spacewatch          | —         | MPC                           |
| 394916     | 2008 VT79  | 1 nov 2008  | Mount Lemmon    | Mount Lemmon Survey | —         | MPC                           |
| 394917     | 2008 VG80  | 7 nov 2008  | Mount Lemmon    | Mount Lemmon Survey | —         | MPC                           |
| 394918     | 2008 WD11  | 18 nov 2008 | Catalina        | CSS                 | —         | MPC                           |
| 394919     | 2008 WN27  | 23 out 2008 | Kitt Peak       | Spacewatch          | —         | MPC                           |
| 394920     | 2008 WN47  | 26 out 2008 | Kitt Peak       | Spacewatch          | —         | MPC                           |
| 394921     | 2008 WR65  | 17 nov 2008 | Kitt Peak       | Spacewatch          | —         | MPC                           |
| 394922     | 2008 WM66  | 18 nov 2008 | Kitt Peak       | Spacewatch          | —         | MPC                           |
| 394923     | 2008 WY67  | 27 out 2008 | Kitt Peak       | Spacewatch          | —         | MPC                           |
| 394924     | 2008 WU78  | 29 set 2008 | Mount Lemmon    | Mount Lemmon Survey | —         | MPC                           |
| 394925     | 2008 WV79  | 29 set 2008 | Mount Lemmon    | Mount Lemmon Survey | —         | MPC                           |
| 394926     | 2008 WP81  | 20 nov 2008 | Kitt Peak       | Spacewatch          | —         | MPC                           |
| 394927     | 2008 WU85  | 20 nov 2008 | Kitt Peak       | Spacewatch          | —         | MPC                           |
| 394928     | 2008 WN91  | 23 nov 2008 | Mount Lemmon    | Mount Lemmon Survey | —         | MPC                           |
| 394929     | 2008 WO92  | 25 nov 2008 | Dauban          | F. Kugel            | —         | MPC                           |
| 394930     | 2008 WV94  | 26 nov 2008 | Farra d'Isonzo  | Farra d'Isonzo      | —         | MPC                           |
| 394931     | 2008 WV101 | 30 nov 2008 | Socorro         | LINEAR              | —         | MPC                           |
| 394932     | 2008 WG106 | 21 out 2008 | Mount Lemmon    | Mount Lemmon Survey | —         | MPC                           |
| 394933     | 2008 WX112 | 26 out 2008 | Kitt Peak       | Spacewatch          | —         | MPC                           |
| 394934     | 2008 WG120 | 24 nov 2008 | Kitt Peak       | Spacewatch          | —         | MPC                           |
| 394935     | 2008 WA133 | 9 jan 2006  | Kitt Peak       | Spacewatch          | —         | MPC                           |
| 394936     | 2008 WK134 | 21 nov 2008 | Catalina        | CSS                 | —         | MPC                           |
| 394937     | 2008 WD137 | 22 nov 2008 | Kitt Peak       | Spacewatch          | —         | MPC                           |
| 394938     | 2008 XY1   | 4 dez 2008  | Socorro         | LINEAR              | —         | MPC                           |
| 394939     | 2008 XP39  | 2 dez 2008  | Kitt Peak       | Spacewatch          | —         | MPC                           |
| 394940     | 2008 XT41  | 2 dez 2008  | Kitt Peak       | Spacewatch          | —         | MPC                           |
| 394941     | 2008 XK43  | 2 dez 2008  | Kitt Peak       | Spacewatch          | —         | MPC                           |
| 394942     | 2008 XK53  | 5 dez 2008  | Mount Lemmon    | Mount Lemmon Survey | —         | MPC                           |
| 394943     | 2008 XT55  | 1 dez 2008  | Socorro         | LINEAR              | —         | MPC                           |
| 394944     | 2008 YR8   | 6 nov 2008  | Mount Lemmon    | Mount Lemmon Survey | —         | MPC                           |
| 394945     | 2008 YV14  | 23 out 2008 | Kitt Peak       | Spacewatch          | —         | MPC                           |
| 394946     | 2008 YZ23  | 21 dez 2008 | Catalina        | CSS                 | —         | MPC                           |
| 394947     | 2008 YE33  | 31 dez 2008 | Mayhill         | A. Lowe             | —         | MPC                           |
| 394948     | 2008 YG48  | 21 dez 2008 | Mount Lemmon    | Mount Lemmon Survey | —         | MPC                           |
| 394949     | 2008 YR51  | 29 dez 2008 | Mount Lemmon    | Mount Lemmon Survey | Phocaea   | MPC                           |
| 394950     | 2008 YH57  | 30 dez 2008 | Kitt Peak       | Spacewatch          | —         | MPC                           |
| 394951     | 2008 YF59  | 30 dez 2008 | Kitt Peak       | Spacewatch          | Phocaea   | MPC                           |
| 394952     | 2008 YW59  | 30 dez 2008 | Kitt Peak       | Spacewatch          | —         | MPC                           |
| 394953     | 2008 YB63  | 30 dez 2008 | Mount Lemmon    | Mount Lemmon Survey | —         | MPC                           |
| 394954     | 2008 YE68  | 30 dez 2008 | Mount Lemmon    | Mount Lemmon Survey | —         | MPC                           |
| 394955     | 2008 YJ68  | 30 set 2003 | Kitt Peak       | Spacewatch          | Phocaea   | MPC                           |
| 394956     | 2008 YV76  | 30 dez 2008 | Mount Lemmon    | Mount Lemmon Survey | —         | MPC                           |
| 394957     | 2008 YT97  | 29 dez 2008 | Mount Lemmon    | Mount Lemmon Survey | —         | MPC                           |
| 394958     | 2008 YW102 | 29 dez 2008 | Kitt Peak       | Spacewatch          | —         | MPC                           |
| 394959     | 2008 YA108 | 29 dez 2008 | Kitt Peak       | Spacewatch          | —         | MPC                           |
| 394960     | 2008 YC110 | 30 dez 2008 | Kitt Peak       | Spacewatch          | —         | MPC                           |
| 394961     | 2008 YY113 | 4 dez 2008  | Mount Lemmon    | Mount Lemmon Survey | —         | MPC                           |
| 394962     | 2008 YH115 | 20 nov 2008 | Mount Lemmon    | Mount Lemmon Survey | —         | MPC                           |
| 394963     | 2008 YP119 | 22 dez 2008 | Kitt Peak       | Spacewatch          | —         | MPC                           |
| 394964     | 2008 YT127 | 30 dez 2008 | Kitt Peak       | Spacewatch          | —         | MPC                           |
| 394965     | 2008 YO135 | 30 dez 2008 | Kitt Peak       | Spacewatch          | —         | MPC                           |
| 394966     | 2008 YW140 | 30 dez 2008 | Mount Lemmon    | Mount Lemmon Survey | —         | MPC                           |
| 394967     | 2008 YO143 | 22 dez 2008 | Mount Lemmon    | Mount Lemmon Survey | —         | MPC                           |
| 394968     | 2008 YC155 | 22 dez 2008 | Catalina        | CSS                 | —         | MPC                           |
| 394969     | 2008 YG163 | 30 dez 2008 | Kitt Peak       | Spacewatch          | —         | MPC                           |
| 394970     | 2008 YG167 | 21 dez 2008 | Socorro         | LINEAR              | —         | MPC                           |
| 394971     | 2008 YH170 | 22 dez 2008 | Kitt Peak       | Spacewatch          | —         | MPC                           |
| 394972     | 2008 YD173 | 30 dez 2008 | Mount Lemmon    | Mount Lemmon Survey | —         | MPC                           |
| 394973     | 2009 AL2   | 22 dez 2008 | Mount Lemmon    | Mount Lemmon Survey | —         | MPC                           |
| 394974     | 2009 AK7   | 3 dez 2008  | Mount Lemmon    | Mount Lemmon Survey | —         | MPC                           |
| 394975     | 2009 AY11  | 21 dez 2008 | Kitt Peak       | Spacewatch          | —         | MPC                           |
| 394976     | 2009 AK16  | 15 jan 2009 | Calar Alto      | F. Hormuth          | —         | MPC                           |
| 394977     | 2009 AZ21  | 21 dez 2008 | Mount Lemmon    | Mount Lemmon Survey | —         | MPC                           |
| 394978     | 2009 AK22  | 3 jan 2009  | Kitt Peak       | Spacewatch          | —         | MPC                           |
| 394979     | 2009 AP27  | 29 dez 2008 | Kitt Peak       | Spacewatch          | —         | MPC                           |
| 394980     | 2009 AF49  | 8 nov 2008  | Mount Lemmon    | Mount Lemmon Survey | —         | MPC                           |
| 394981     | 2009 BF4   | 18 jan 2009 | Socorro         | LINEAR              | —         | MPC                           |
| 394982     | 2009 BZ15  | 16 jan 2009 | Mount Lemmon    | Mount Lemmon Survey | —         | MPC                           |
| 394983     | 2009 BZ16  | 17 jan 2009 | Kitt Peak       | Spacewatch          | —         | MPC                           |
| 394984     | 2009 BC18  | 29 dez 2008 | Mount Lemmon    | Mount Lemmon Survey | —         | MPC                           |
| 394985     | 2009 BA19  | 16 jan 2009 | Mount Lemmon    | Mount Lemmon Survey | —         | MPC                           |
| 394986     | 2009 BZ24  | 18 jan 2009 | Kitt Peak       | Spacewatch          | Phocaea   | MPC                           |
| 394987     | 2009 BH26  | 16 jan 2009 | Kitt Peak       | Spacewatch          | —         | MPC                           |
| 394988     | 2009 BH34  | 16 jan 2009 | Kitt Peak       | Spacewatch          | —         | MPC                           |
| 394989     | 2009 BH37  | 16 jan 2009 | Kitt Peak       | Spacewatch          | —         | MPC                           |
| 394990     | 2009 BW40  | 16 jan 2009 | Kitt Peak       | Spacewatch          | —         | MPC                           |
| 394991     | 2009 BV51  | 16 jan 2009 | Mount Lemmon    | Mount Lemmon Survey | —         | MPC                           |
| 394992     | 2009 BW58  | 1 fev 2005  | Kitt Peak       | Spacewatch          | —         | MPC                           |
| 394993     | 2009 BC59  | 16 jan 2009 | Mount Lemmon    | Mount Lemmon Survey | Mitidika  | MPC                           |
| 394994     | 2009 BA60  | 29 dez 2008 | Kitt Peak       | Spacewatch          | —         | MPC                           |
| 394995     | 2009 BN63  | 20 jan 2009 | Kitt Peak       | Spacewatch          | —         | MPC                           |
| 394996     | 2009 BT66  | 20 jan 2009 | Kitt Peak       | Spacewatch          | —         | MPC                           |
| 394997     | 2009 BG71  | 26 jan 2009 | Purple Mountain | PMO NEO             | —         | MPC                           |
| 394998     | 2009 BQ77  | 25 jan 2009 | Socorro         | LINEAR              | —         | MPC                           |
| 394999     | 2009 BJ85  | 25 jan 2009 | Kitt Peak       | Spacewatch          | —         | MPC                           |
| 395000     | 2009 BV95  | 26 jan 2009 | Mount Lemmon    | Mount Lemmon Survey | —         | MPC                           |